# Gladiador

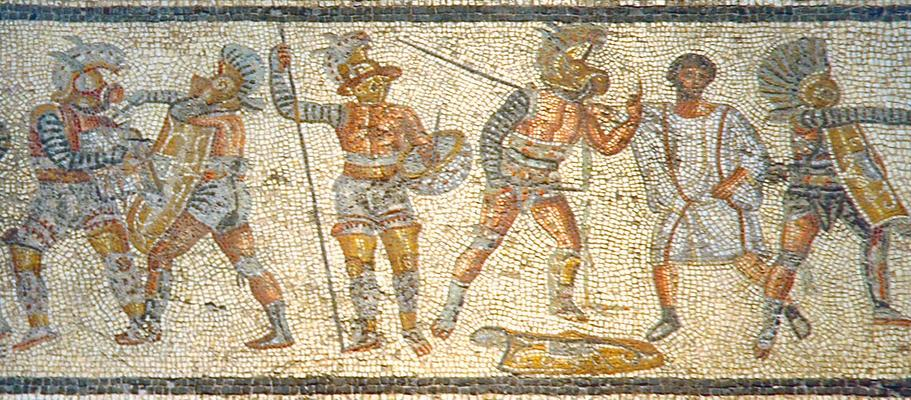
Fragmento del mosaico de Zliten, hallado cerca de Leptis Magna, actual Libia. Muestra varios tipos de gladiadores en acción.

Un gladiador (del latín: gladiātor, de gladius 'espada') era un combatiente armado que entretenía al público durante la República y el Imperio romano en confrontaciones violentas contra otros gladiadores, animales salvajes y condenados a muerte. Algunos gladiadores eran voluntarios que arriesgaban sus vidas y su posición legal y social al presentarse en la arena. La mayoría eran menospreciados por ser esclavos, educados en duras condiciones, marginados socialmente y segregados incluso tras la muerte. Independientemente de su origen, los gladiadores ofrecían a los espectadores un modelo de la ética militar de Roma y, al combatir o morir con dignidad, podían inspirar admiración y reconocimiento popular.
Su origen es dudoso. Hay evidencias de esta práctica en los ritos funerarios durante las guerras púnicas del siglo III a. C., y pronto se convirtió en un rasgo esencial de la política y de la vida social del mundo romano. Su popularidad conllevó que se utilizaran en ludi cada vez más lujosos y costosos.
Los juegos de gladiadores se prolongaron durante casi mil años, alcanzando su apogeo entre el siglo I a. C. y el siglo II d. C. Finalmente decayeron durante los primeros años del siglo V tras la adopción del cristianismo como religión estatal del Imperio romano en 380, aunque las venatio (caza de bestias) continuaron hasta el siglo VI.
Se les representó tanto en la alta cultura como en la cultura popular, en objetos preciosos o comunes en todo el mundo romano.

## Historia

### Orígenes

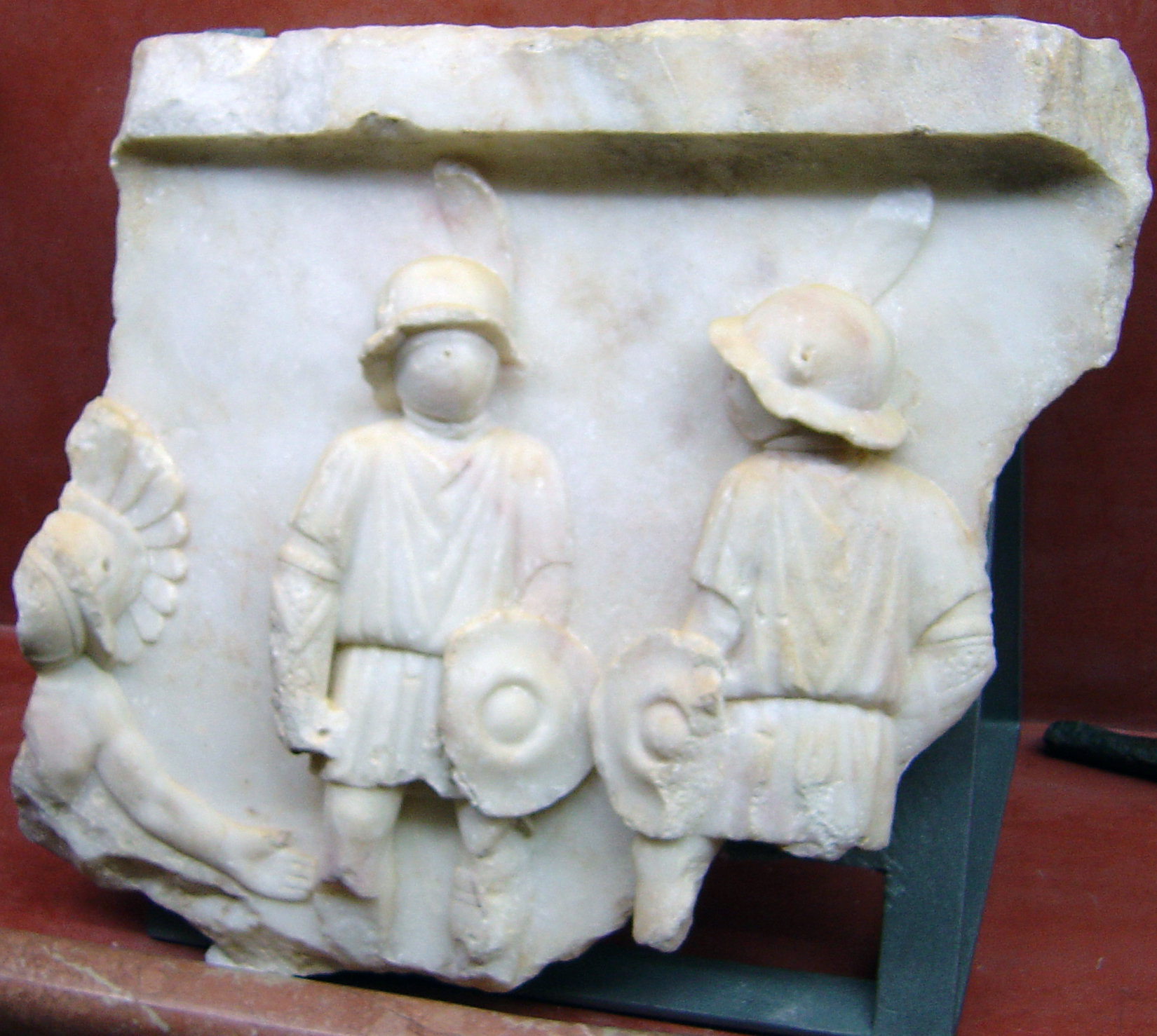
Relieve de gladiadores en el anfiteatro de Mérida, España.

Las primeras fuentes bibliográficas pocas veces coinciden sobre el origen de los gladiadores y los juegos de gladiadores. A finales del siglo I a. C., Nicolás de Damasco consideraba que provenían de la costumbre de los etruscos de celebrar combates a espada entre parejas en los funerales. Una generación más tarde, Tito Livio escribió que se realizaron por primera vez en el año 310 a. C. por los campanios en celebración de su victoria sobre los samnitas. Mucho tiempo después de dejarse de celebrar de los juegos, el erudito Isidoro de Sevilla, del siglo VII d. C., derivó el término latino lanista (gerente de gladiadores) de la palabra etrusca que significaba «carnicero», y el título de caronte (asistente vestido como Caronte que comprobaba la muerte del gladiador) venía de Charun, psicopompo del submundo etrusco. Esta opinión fue aceptada y repetida en la mayoría de las primeras historias modernas de los juegos.
Una revisión de los testimonios pictóricos respalda un origen campanio, o al menos un préstamo, de los gladiadores y los juegos. Campania albergó las primeras escuelas de gladiadores conocidas (ludi). Frescos en tumbas de la ciudad campania de Paestum (siglo IV a. C.) muestran parejas de luchadores, con cascos, lanzas y escudos, en un propiciatorio rito de sangre funerario que anticipa los primeros juegos de gladiadores romanos. En comparación con estas imágenes, la prueba de respaldo de las pinturas de tumbas etruscas es dudosa y tardía. Los frescos de Paestum pueden representar la continuación de una tradición mucho más antigua, adquirida o heredada de los colonos griegos del siglo VIII a. C.
Livio sitúa los primeros juegos de gladiadores romanos (264 a. C.) en la primera etapa de la primera guerra púnica de la República romana contra Cartago, cuando Decimus Iunius Brutus Scaeva hizo que tres parejas de gladiadores lucharan hasta la muerte en el Foro del mercado de animales de Roma (Foro Boario) para honrar a su padre muerto, Brutus Pera. Se describe como un munus (plural: munera), un deber memorial que sus descendientes debían a los manes de un antepasado muerto. El desarrollo de los munus y sus tipos de gladiadores se vio influenciado en gran medida por el apoyo de Samnio a Aníbal y las subsiguientes expediciones punitivas contra los samnitas por parte de Roma y sus aliados campanos; el tipo de gladiador más antiguo y mencionado con mayor frecuencia fue el samnita.

Una lucha igualmente dura y un triunfo igualmente brillante caracterizaron la campaña que siguió inmediatamente a continuación contra los samnitas. Además de sus habituales preparativos bélicos, habían construido unas nuevas armaduras brillantes con las que sus tropas aparecían resplandecientes. Había dos ejércitos, el uno tenía sus escudos labrados de oro y el otro de plata. [...] Los romanos ya sabían del esplendor de sus armaduras, y sus jefes les habían enseñado que un soldado debía inspirar miedo, no por estar cubierto de oro y plata, sino por su confianza en su valor y su espada. [...] El Senado decretó un triunfo para el dictador. Con mucho, la mejor visión de la procesión fueron las armaduras capturadas [...] Mientras los romanos usaban estas armaduras para honrar a los dioses, los campanos, llenos de desprecio y odio hacia los samnitas, hicieron que las llevasen los gladiadores que actuaban en sus banquetes y los llamaron, desde entonces, «samnitas».

El relato de Livio soslaya la función funeraria y de sacrificio de los primeros combates de gladiadores romanos y refleja el carácter teatral posterior del espectáculo de gladiadores romanos: bárbaros espléndidos, exóticamente armados y acorazados, traidores y degenerados, dominados por el poder y el coraje natural del pueblo romano. Los humildes romanos dedican virtuosamente el magnífico botín de guerra a los dioses. Sus aliados campanos escenifican una cena con gladiadores que pueden no ser samnitas, pero que desempeñan ese papel. Otros grupos y tribus se unirían a la lista de reparto a medida que se expandían los territorios romanos. La mayoría de los gladiadores utilizaban armas y elementos de protección a semejanza de los enemigos de Roma, nunca con el uniforme o armamento de los soldados romanos. El munus se convirtió en una forma moralmente instructiva de representación histórica en la que la única opción honorable para el gladiador era luchar bien, o morir bien.

### Desarrollo
En el año 216 a. C., a la muerte del cónsul y augur Marco Emilio Lépido, fue honrado por sus hijos con tres días de munera gladiatoria en el Foro Romano, en el que participaron veintidós parejas de gladiadores. Diez años más tarde, Escipión el Africano ofreció un munus conmemorativo en Hispania para su padre y su tío, víctimas de las guerras púnicas. No romanos de alto estatus, y posiblemente también romanos, se ofrecieron como sus gladiadores. En el contexto de las guerras púnicas y la casi desastrosa derrota de Roma en la batalla de Cannas (216 a. C.) vinculan estos primeros juegos con la generosidad, la celebración de la victoria militar y la expiación religiosa de la catástrofe militar; estos munera parecen al servicio de un programa de levantamiento de la moral en una época de amenaza y expansión militar. El siguiente munus registrado, celebrado con motivo del funeral de Publio Licinio en 183 a. C., fue más extravagante. Fueron de tres días de juegos funerarios, 120 gladiadores y distribución pública de carne (visceratio data), una práctica que reflejaba las luchas de gladiadores en los banquetes de Campania descritos por Livio y luego deplorados por Silio Itálico.
La entusiasta adopción de los munera gladiatoria por parte de los aliados ibéricos de Roma muestra con qué facilidad y cuán pronto, la cultura del munus gladiatorio caló en lugares lejos de la propia Roma. En el 174 a. C., «pequeños» munera romanos (privados o públicos), ofrecidos por un editor de relativamente poca importancia, pueden haber sido tan comunes y poco destacables que no se consideraban dignos de ser registrados:

En ese año se celebraron muchos juegos de gladiadores, algunos poco importantes, uno más notable que el resto, el de Tito Flaminino, que conmemoró la muerte de su padre, que duró cuatro días, y estuvo acompañado por una distribución pública de carnes, un banquete y actuaciones escénicas. El punto culminante del espectáculo, que era grande para la época, fue que en tres días lucharon setenta y cuatro gladiadores.

En el año 105 a. C. los cónsules gobernantes ofrecieron a Roma su primera muestra de «combate bárbaro» patrocinado por el Estado y llevado a cabo por gladiadores de Capua, como parte de un programa de entrenamiento para los militares. Resultó ser inmensamente popular. A partir de entonces, los torneos de gladiadores antes restringidos a los munera privados se incluyeron a menudo en los juegos estatales (ludi) que acompañaban a los principales festivales religiosos. Donde los ludi tradicionales habían sido dedicados a una deidad, como Júpiter, los munera podían dedicarse a un ancestro divino o heroico de un patrocinador aristócrata.

### Apogeo

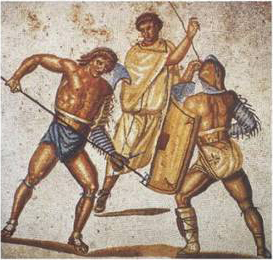
Un retiarius ataca a un secutor con su tridente en este mosaico de una villa de Nennig, Alemania (c. siglos y d. C.)

Los juegos de gladiadores ofrecían a sus financiadores oportunidades de autopromoción extravagantemente caras pero efectivas, y ofrecían a sus clientes y votantes potenciales un entretenimiento emocionante a un bajo costo o sin coste alguno para ellos mismos. Los gladiadores se convirtieron en un gran negocio para los entrenadores y propietarios, para los políticos en ciernes y para aquellos que habían llegado a la cima y deseaban mantenerse en ella. Un privatus (ciudadano privado) políticamente ambicioso podía posponer el munus de su difunto padre hasta el momento de las elecciones, cuando un buen espectáculo podía captar votos; los que estaban en el poder y los que lo buscaban necesitaban el apoyo de los plebeyos y de sus tribunos, cuyos votos podían obtenerse con la mera promesa de un espectáculo excepcionalmente bueno. Sila, durante su mandato como pretor, con ocasión del funeral de su esposa demostró su habitual perspicacia al quebrantar sus propias leyes suntuarias para ofrecer el munus más lujoso que se había visto hasta entonces en Roma.
Durante los últimos años de inestabilidad política y social de la República romana tardía, cualquier aristócrata propietario de gladiadores contaba con una magnífica arma política a su disposición. En el año 65 a. C., Julio César, recién elegido edil curul, celebró unos juegos que justificó como un munus en honor a su padre, que llevaba 20 años muerto. A pesar de acumular una deuda personal enorme, utilizó 320 parejas de gladiadores con armadura plateada. Disponía de más en Capua, pero el Senado, consciente de la reciente revuelta de Espartaco y temeroso de los cada vez más numerosos ejércitos privados de César y de su creciente popularidad, impuso un límite de 320 parejas como máximo número de gladiadores que cualquier ciudadano podía albergar en Roma. El espectáculo de César no tenía precedentes en cuanto a su magnitud y coste; había organizado un munus como memorial en lugar de un rito funerario, desvirtuado cualquier distinción práctica o significativa entre munus y ludi.
Los juegos gladiatorios, generalmente junto con espectáculos con bestias, se extendieron por toda la República y otros lugares. Las leyes anticorrupción de los años 65 y 63 a. C. intentaron frenar la utilización política de los juegos por parte de sus patrocinadores, pero no lo consiguieron. Tras el asesinato de César y la guerra civil posterior, Augusto asumió la autoridad imperial sobre los juegos, incluidos los munera, y formalizó su organización como un deber cívico y religioso. Su revisión de la ley suntuaria limitó el gasto público y privado en munera, alegando que se trataba de evitar las quiebras que sufrirían las élites romanas, y restringió su aparición a los festivales de Saturnalia y Quinquatria. A partir de ese momento el coste máximo de un munus oficial «económico» de un pretor, con un máximo de 120 gladiadores, sería de 25 000 denarios; un ludus imperial «generoso» podría costar nada menos que 180 000 denarios. A lo largo de todo el Imperio los juegos más importantes y celebrados ahora se identificarían con el culto imperial promovido por el Estado y que fomentaba el reconocimiento público, el respeto y la aprobación del numen divino del emperador, de sus leyes y de sus representantes. Entre 108 y 109 d. C., Trajano celebró sus victorias contra los dacios con 10 000 gladiadores y 11 000 animales a lo largo de 123 días. El coste de los gladiadores y los munera siguió creciendo sin control. La legislación de 177 d. C. de Marco Aurelio apenas lo contuvo y fue completamente ignorada por su hijo, Cómodo.

### Declive
El declive del munus fue un proceso complejo. La crisis del siglo III impuso crecientes exigencias militares a las arcas del Estado, de las que el Imperio romano nunca se recuperó del todo, y los magistrados de menor rango consideraron que los munera obligatorios eran un gravamen cada vez menos gratificante en relación con los dudosos privilegios de su cargo. Sin embargo, los emperadores continuaron subvencionando los juegos como una cuestión de un interés público que todavía no había disminuido. A principios del siglo III d. C., el escritor y padre de la iglesia cristiano Tertuliano reconoció su influencia sobre el pueblo cristiano, a pesar de que admitió que los combates eran asesinatos, su actuación era espiritual y moralmente dañina y que el gladiador era un instrumento de sacrificio humano pagano. Un siglo después Agustín de Hipona deploró la fascinación juvenil de su amigo (y más tarde compañero-converso y obispo) Alipio de Tagaste con el espectáculo de los munera como algo contrario a la vida cristiana y a la salvación.
En 325 d. C. los combates de gladiadores seguían siendo populares y los anfiteatros seguían albergando la espectacular administración de la justicia imperial. Ese año el emperador cristiano Constantino el Grande promulgó un edicto aplicable a las provincias orientales en el que mostraba su desaprobación de los juegos, que calificó como «espectáculos sangrientos», obligando a que los condenados a la damnatio ad ludum en su lugar se les condenara a trabajos forzados en las minas (damnatio ad metalla), aunque sin prohibir expresamente los juegos, lo que significaba que ya solo podrían combatir en la arena los que lo hacían por propia voluntad.

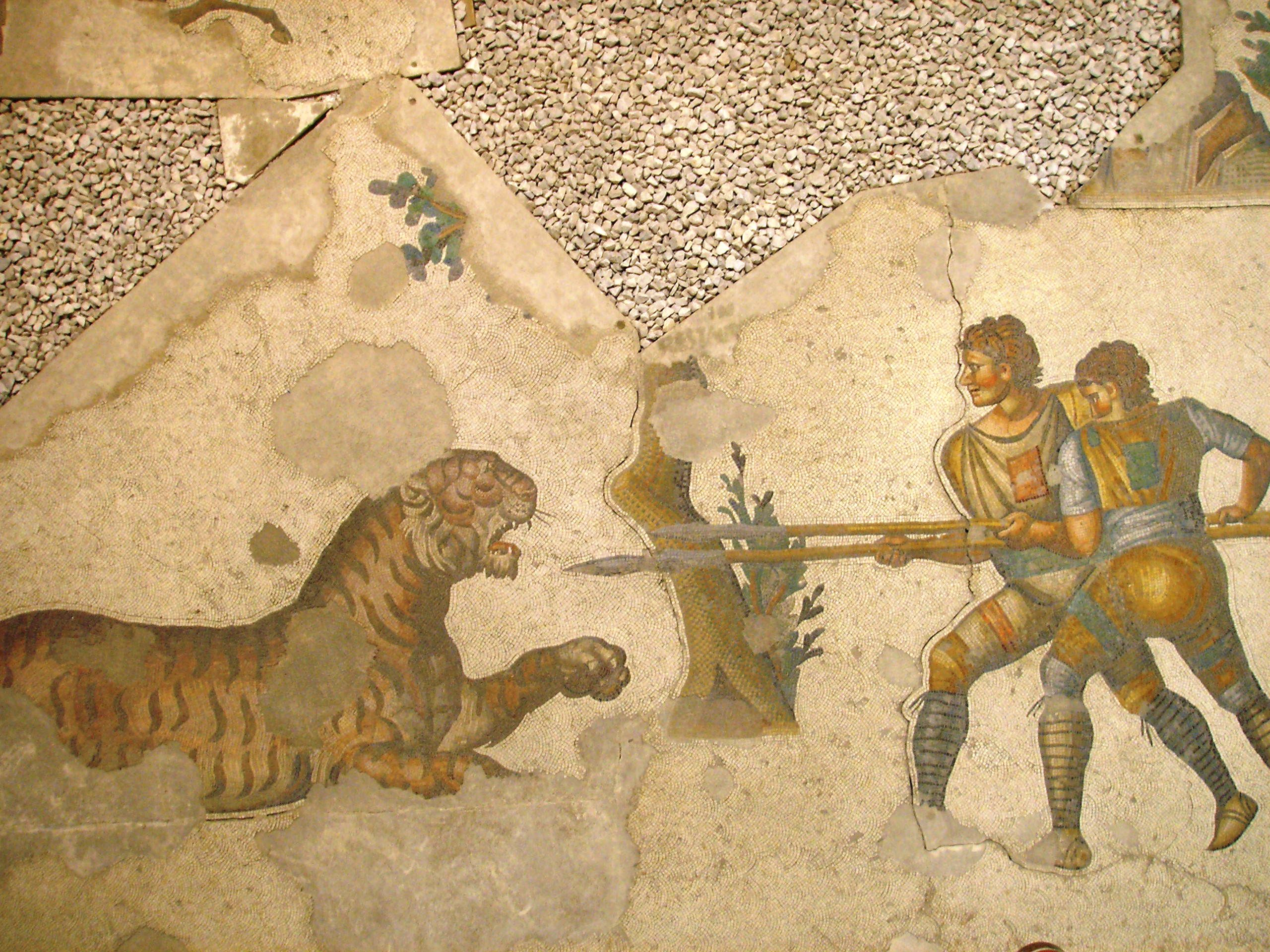
Un mosaico del en el Gran Palacio de Constantinopla que representa a dos venatores enfrentándose a un tigre.

Diversos munera en Antioquía y otras ciudades orientales, e incluso algún munus autorizado por el imperio en algún momento de los años 330 sugiere que, una vez más, la legislación imperial no logró frenar por completo los juegos en la zona, entre otras cosas porque el propio Constantino no tenía intención de prohibir los juegos en el resto del Imperio. En 365 Valentiniano I amenazó con multar a un juez que sentenció a cristianos a la arena e intentó, como la mayoría de sus predecesores, limitar los gastos de los munera.
En 393 Teodosio I adoptó el cristianismo niceno como religión estatal del Imperio romano y prohibió las fiestas paganas. Los ludi continuaron, desvinculándose poco a poco de sus obstinadamente paganos munera. Honorio las abolió legalmente en 399 y de nuevo en 404, al menos en el Imperio romano de Occidente; según Teodoreto de Ciro la prohibición fue motivada por el apedreamiento y muerte de Telémaco por los espectadores cuando intentó detener personalmente un munus. Valentiniano III revalidó la prohibición en el año 438, posiblemente de manera efectiva, aunque las venationes continuaron más allá del año 536. Para entonces, el interés por los munera había disminuido en todo el mundo romano. En el Imperio bizantino, los espectáculos teatrales y las carreras de carros continuaron atrayendo a las multitudes y recibieron un generoso subsidio del Imperio.
No se sabe cuántos munera gladiatoria se celebraron durante la época romana. Muchos, si no la mayoría, eran venationes y, durante el Imperio tardío, algunos podían no ser más que eso. En 165 a. C., se organizó al menos un munus durante las Megalesias de abril. A principios de la era imperial, los munera de Pompeya y de las ciudades vecinas se extendieron de marzo a noviembre. Incluían el munus de cinco días con una treintena de parejas de un magnate provincial, además de la caza de bestias. Una única fuente primaria tardía, el Calendario de Furius Dionysius Philocalus para el año 354, muestra lo poco frecuentes que eran los gladiadores en muchos festivales oficiales. De los 176 días reservados para espectáculos de diversa índole, 102 fueron para representaciones teatrales, 64 para carreras de carros y sólo 10 en diciembre para juegos de gladiadores y venationes. Un siglo antes, el emperador Alejandro Severo pudo haber tenido la intención de hacer una distribución más uniforme de los munera a lo largo del año, pero esto habría estado en contra de lo que se había convertido en la distribución tradicional de los juegos de gladiadores más importantes a finales del año. Como señala el historiador germano-británico Thomas Wiedemann, diciembre también era el mes de las Saturnales, en las que la muerte estaba ligada a la regeneración y los más humildes eran honrados como los más grandes.

## Organización
Los primeros munera tenían lugar en o cerca de la tumba del difunto y eran organizados por su munerator (persona que hacía la ofrenda). Los juegos posteriores los llevaba a cabo un editor, ya fuera el propio munerator o un agente empleado por él. Con el paso del tiempo, estos términos y significados pueden haberse fusionado. En la época republicana, los ciudadanos particulares podían poseer y entrenar gladiadores, o arrendarlos a un lanista (propietario de una escuela de entrenamiento de gladiadores). A partir del Principado los ciudadanos particulares solo podían celebrar munera y tener sus propios gladiadores con el permiso imperial, y el cometido del editor estaba cada vez más supeditado a la burocracia estatal. La legislación de Claudio exigió que los cuestores, el rango más bajo de la magistratura romana, financiaran personalmente dos tercios del coste de los juegos de las comunidades de sus pueblos pequeños (en la práctica, tanto un anuncio de su generosidad personal como una parte de los honorarios de su puesto). Los juegos más importantes los organizaban los magistrados superiores, que podían permitírselos. Los más importantes y fastuosos de todos eran pagados por el propio emperador.

## Los gladiadores

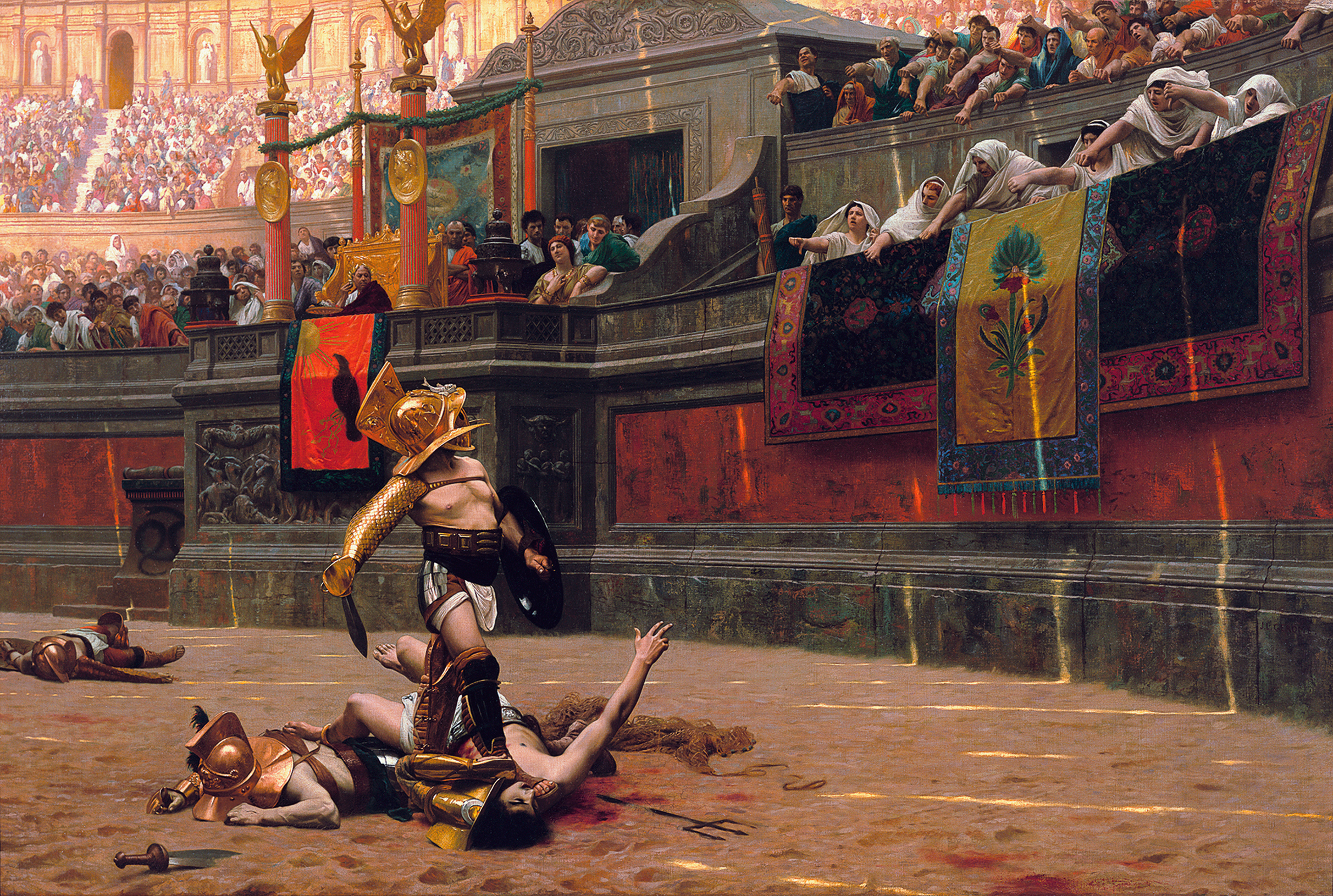
Pollice Verso (1872), obra de Jean-Léon Gérôme.

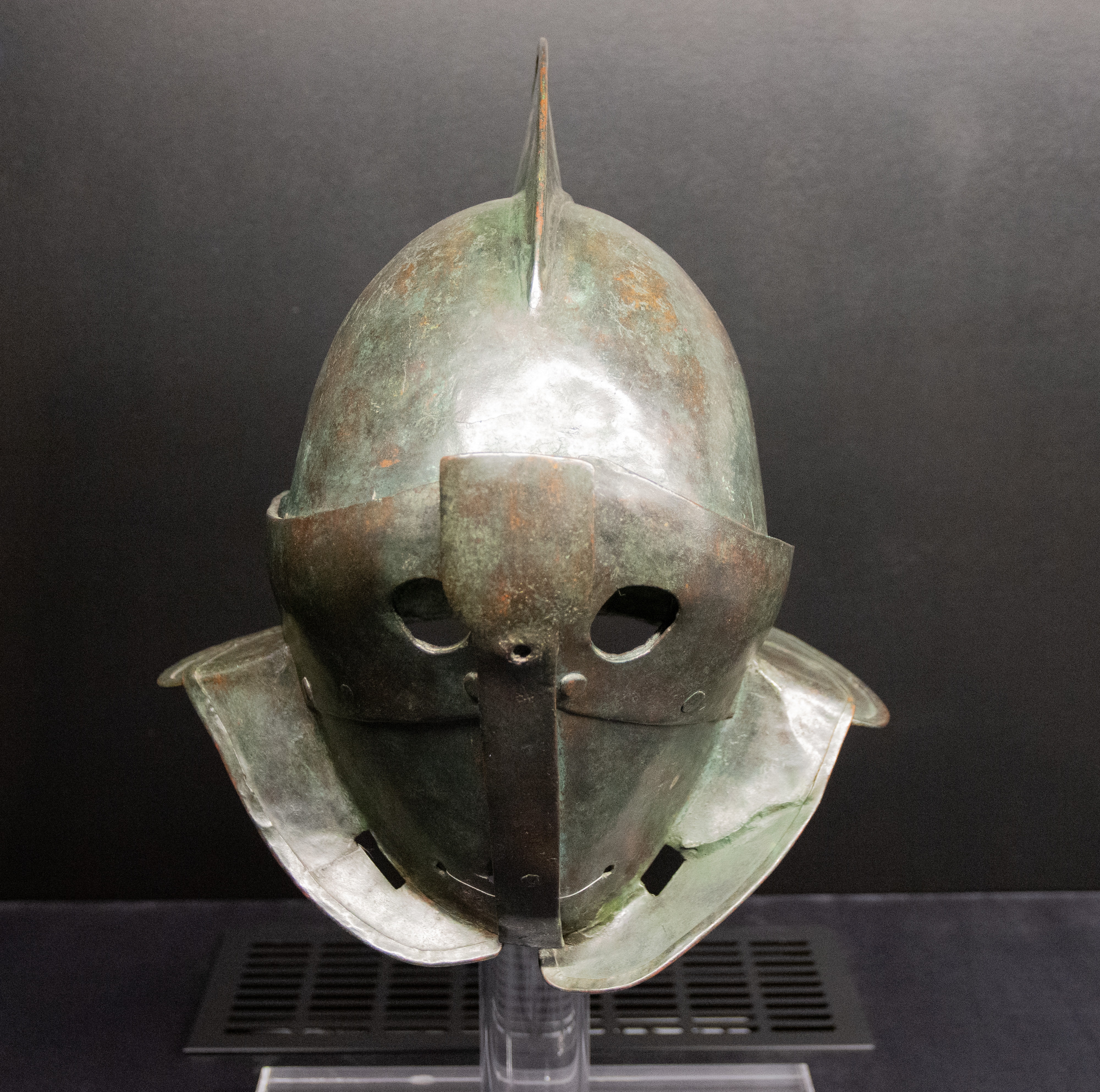
Casco de un secutor. Museo Arqueológico Nacional de Nápoles.

Había muchos tipos de gladiadores, que se especializaban en la utilización de armas y técnicas de combate específicas. Los primeros tipos de gladiadores recibieron su nombre de los enemigos de Roma de la época: el samnite o samnis (por los samnitas), el thraex (por los tracios) y el gallus (por los galos). El samnita, poderosamente equipado y probablemente el tipo más popular, fue posteriormente renombrado como secutor y el gallus como murmillo, una vez que estos antiguos enemigos habían sido conquistados y luego asimilados por el Imperio de Roma. Generalmente solamente luchaban contra otros de la misma escuela o ludus. En los munus de la República media, cada tipo de gladiador parece haber luchado contra un tipo similar o idéntico. En la última época de la República y en los primeros tiempos del Imperio, se introdujeron varios tipos de «fantasías» y se les enfrentó con tipos diferentes aunque complementarios. Por ejemplo, el ágil y con cabeza descubierta retiarius, protegido solo en el brazo y hombro izquierdos, enfrentaba su red, su tridente y su daga contra el secutor, más poderosamente armado y con casco. Algunas variantes que se introdujeron fueron los gladiadores que luchaban con carros (essedarius o a caballo (eques). La mayoría de las representaciones de gladiadores muestran los tipos más comunes y populares; el estudio de referencias literarias a otros ha permitido una reconstrucción de los demás.
El comercio de gladiadores se desarrollaba en todo el imperio y estaba sujeto a supervisión oficial. El éxito militar de Roma generó un suministro de soldados prisioneros que fueron repartidos para su explotación en minas estatales o anfiteatros y para su venta en el mercado libre. Por ejemplo, tras la primera guerra judeo-romana las escuelas de gladiadores recibieron una gran afluencia de judíos; los considerados no aptos para su entrenamiento como gladiadores habrían sido enviados directamente a las arenas como noxii (lit. 'dañinos'), los mejores —los más robustos— fueron enviados a Roma. Desde el punto de vista del ethos militar de Roma, a los soldados enemigos que se habían rendido o que habían permitido su propia captura y esclavitud se les había concedido el don inmerecido de la vida; su formación como gladiadores les daría la oportunidad de redimir su honor en el munus.
Además de los esclavos y prisioneros, otras dos fuentes de provisión de gladiadores, utilizadas con mayor frecuencia durante el Principado y la relativamente baja actividad militar de la Pax romana, eran los criminales condenados a morir en la arena (damnati) o a las escuelas o juegos de gladiadores (ad ludum gladiatorium) como castigo por sus delitos, y los voluntarios remunerados (auctorati) los cuales, a finales de la República, puede haber sido más de la mitad —y probablemente la mitad más capacitada— de todos los gladiadores. La utilización de voluntarios tenía un precedente en el munus celebrado en Iberia por Escipión el Africano, aunque en este caso no estaban remunerados.
Para los pobres y para los no ciudadanos, la incorporación a una escuela de gladiadores ofrecía una oportunidad de obtener un oficio, comida de forma regular, alojamiento de algún tipo y una oportunidad de luchar por la fama y la fortuna. Marco Antonio eligió a una compañía de gladiadores como su guardia personal. Los gladiadores por lo general se quedaban con el dinero de sus premios y los regalos que recibían, que podían ser sustanciales. Tiberio ofreció a varios gladiadores retirados 100 000 sestercios cada uno para que regresaran a la arena. Nerón le dio al gladiador Spiculus propiedad y residencia «igual a la de los hombres que habían celebrado triunfos».

### Mujeres gladiadoras
El que existan muy pocas fuentes primarias —todas referidas exclusivamente a la ciudad de Roma— y que los romanos ni siquiera tenían una palabra para designar a las mujeres que luchaban como gladiadoras, parece indicar que no era un hecho frecuente. En los años 60 d. C., las gladiadoras aparecen como algo inusual y como «figuras exóticas de un espectáculo excepcionalmente fastuoso». En 66 d. C., Nerón hizo que hombres, mujeres y niños etíopes lucharan en un munus para impresionar a Tiridates I de Armenia. Los romanos parece que consideraban la idea de una mujer gladiadora original y entretenida, o totalmente absurda; Juvenal despierta el interés de sus lectores con una mujer llamada Mevia, cazando jabalíes en la arena «con una lanza en la mano y los pechos al descubierto», y Petronio se burla de las pretensiones de un ciudadano rico pero de clase baja, cuyo munus incluye a una mujer que lucha desde un carro o una carroza. Un munus del 89 d. C., durante el reinado de Domiciano, presentaba una batalla entre gladiadoras, descritas como «amazonas». En Halicarnaso, un relieve del siglo II d. C. representa a dos mujeres combatientes llamadas «Amazona» y «Achillia»; su combate terminó en un empate. En el mismo siglo, un epígrafe alaba a una de las élites locales de Ostia como la primera en «armar a las mujeres» en la historia de sus juegos.
Probablemente estaban sometidas a la misma regulación y entrenamiento que sus homólogos masculinos, aunque sólo se enfrentaban a otras gladiadoras —en algunos combates colectivos podían incluirse mujeres, normalmente luchando desde un carro y probablemente armadas con arco y flechas—. La moral romana exigía que todos los gladiadores fueran de las clases sociales más bajas; Dion Casio se esfuerza en señalar que cuando el muy admirado emperador Tito usaba gladiadoras, estas eran de una clase aceptablemente baja. La última referencia a mujeres gladiadoras es de Dion Casio, refiriéndose al decreto de Septimio Severo del año 200 que prohibía a las mujeres luchar en la arena.

### Emperadores
Una prueba del atractivo, popularidad y prestigio de la lucha gladiatoria es que incluso la practicaron algunos emperadores. Calígula, Tito, Adriano,  Caracalla o Didio Juliano compitieron en la arena, tanto en público como en privado, aunque el riesgo que corrieron era mínimo.
Cómodo fue un gran entusiasta del munus, luchó en la arena en gran número de ocasiones y obligaba a la élite de Roma a asistir a sus actuaciones como gladiador, bestiarius o venator. La mayoría de sus actuaciones como gladiador eran incruentas, luchando con espadas de madera y en las que invariablemente ganaba. Se decía que había remodelado la colosal estatua de Nerón a su imagen y semejanza como «Hércules renacido», dedicada a sí mismo como «Campeón de secutores; el único luchador zurdo en vencer doce veces a mil hombres». Se decía que había matado 100 leones en un día, casi con toda seguridad desde una plataforma elevada que rodeaba el perímetro de la arena, lo que le permitió demostrar con seguridad su puntería.

## Los juegos

### Preparativos
Los juegos de gladiadores se anunciaban con mucha antelación en distintos lugares como hitos, muros y edificios, indicando el motivo de su celebración, su editor, el lugar de celebración, la fecha y el número de parejas de gladiadores (ordinarii) que iban a participar. También podrían destacarse otros detalles como las venationes, las ejecuciones, la música y otros lujos que se ofrecieran a los espectadores, como un toldo para protegerse del sol, aspersores de agua, alimentos, bebidas, dulces y, ocasionalmente, rifas o premios. Para los fanes y los apostadores, el día del munus se distribuía un programa más detallado (libellus munerarius), en el que se mostraban los nombres, procedencia, familia gladiatoria, tipos y resultados de los combates de las parejas de gladiadores, así como el orden de aparición de cada uno de ellos. Los gladiadores zurdos se anunciaban de forma destacada; estaban acostumbrados y entrenados para luchar contra los diestros, lo que les daba una ventaja sobre la mayoría de los oponentes y ofrecía una combinación interesantemente poco ortodoxa.
La noche anterior al munus los gladiadores celebraban un banquete público (cena libera) en el que los espectadores tenían la posibilidad de ver de cerca a los protagonistas del evento y los apostadores hacerse una idea de por quién y cuánto apostar; la profesora estadounidense Alison Futrell señala su similitud con una «última cena» ceremonial o sacramental. Probablemente fueron eventos familiares y públicos que incluían incluso a los noxii, sentenciados a morir en la arena al día siguiente; y a los damnati, que tendrían al menos una pequeña posibilidad de sobrevivir. El evento también puede haber sido utilizado para generar más publicidad para el inminente juego.

### Estructura
Los munera oficiales de principios de la era imperial consecuencia de la reforma augusta parecen haber mantenido una estructura establecida (munus legitimum) compuesta por diferentes actos: la venatio, los ludi meridiani y el munus gladiatorum, el combate de gladiadores propiamente dicho.

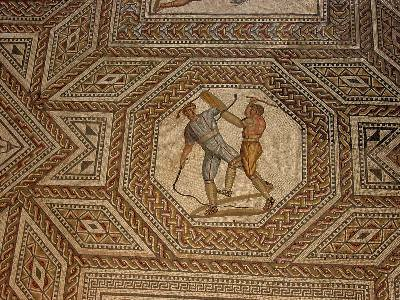
Un duelo, con látigo, garrote y escudos, del mosaico de Nennig (Alemania).

El día del evento la jornada se iniciaba al salir el sol, aunque los combates de gladiadores no se iniciaban hasta la tarde. Plinio indica que los gladiadores eran conducidos al anfiteatro en lujosos carros. Los espectáculos comenzaban generalmente con venationes (cacería de animales) y bestiarii (luchadores con bestias), que duraban hasta el mediodía. A continuación, los ludi meridiani (lit. 'juegos de mediodía'), de contenido variable pero que solían incluir ejecuciones de condenados (damnatus) por medio de bestias o que combatían entre ellos hasta que no quedaba ninguno y ejecuciones de noxii, a los que se les aplicaban suplicios añadidos; es posible que los gladiadores participaran como verdugos, aunque la mayoría de los asistentes y los propios gladiadores preferían la «dignidad» de un combate equilibrado. También podía haber combates de comediantes, aunque algunos pueden haber sido letales. Un grafiti pompeyano presenta un burlesque de músicos, vestidos como Ursus tibicen (oso flautista) y Pullus cornicen (pollo soplador de cuernos), tal vez como acompañamiento a la actuación de paegniarius durante una parodia de contienda de unos ludi meridiani.
El munus se iniciaba con un desfile (pompa) que entraba en la arena, encabezada por lictores que llevaban los fasces que mostraban el poder del magistrado editor sobre la vida y la muerte. Les seguía una pequeña banda de trompetistas (tubicines) que tocaban una fanfarria. Se llevaban imágenes de los dioses para que «presenciaran» los actos, seguidos de un escriba para registrar el resultado, y de un hombre que llevaba la ramilla de palma utilizada para honrar a los vencedores. El editor, vistiendo toga, entraba entre un séquito que llevaba las armas y armaduras que se iban a utilizar. Los gladiadores, luciendo armaduras ornamentales, entraban en último lugar.
El munus terminaba a la puesta de sol (eran muy raros los espectáculos nocturnos) y era frecuente la celebración de una fiesta tras el evento.

### Combate

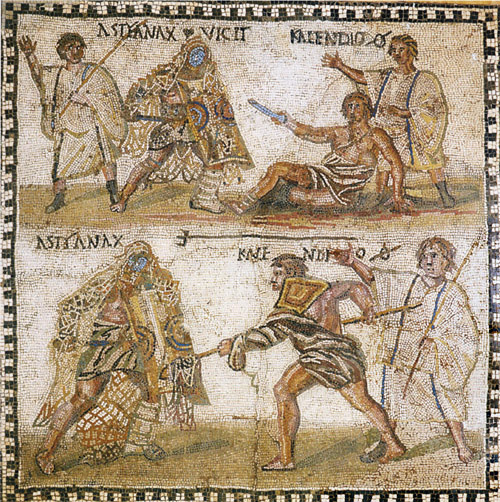
Mosaico en el Museo Arqueológico Nacional de Madrid que muestra a un retiarius llamado Kalendio (que aparece rindiéndose en la parte superior) luchando contra un secutor llamado Astyanax. El signo Ø en el nombre de Kalendio implica que fue asesinado tras rendirse.

Una vez decididos los emparejamientos se realizaba un combate de entrenamiento (prolusio) utilizando armas sin filo (arma lusoria). A continuación, el editor, su representante o un invitado de honor revisaban las armas (probatio armorum) que se iban a utilizar en los combates programados. Finalmente, como punto culminante de la jornada, se celebraban los combates, que eran tan ingeniosos, variados y novedosos como el editor podía permitirse.
La mayoría de los combates no duraba más allá de 10-15 minutos. En los munera de finales de la República, se podían haber disputado entre 10 y 13 enfrentamientos en un día; esto supone más de un combate al mismo tiempo en el transcurso de una tarde. Los espectadores preferían ver ordinarii formadas por gladiadores cualificados y bien emparejados con estilos de lucha complementarios para que el combate fuera lo más reñido posible. Un enfrentamiento cuerpo a cuerpo de varios gladiadores poco cualificados era mucho menos costoso, pero también menos popular. Se podía desarrollar una modalidad de combate conocida como sine missione en la que el vencedor volvía a enfrentarse contra un nuevo gladiador (el tertiarius o suppositicius).; en este caso la mayoría de los combates eran de mala calidad. Los combates entre gladiadores experimentados y bien entrenados demostraron un considerable grado de destreza escénica, de la que recibían educación en los ludus como parte de su entrenamiento. Ganarse a los espectadores era fundamental y entre los especialistas la bravuconería y la habilidad en el combate a veces eran estimadas por encima de la mera mutilación y derramamiento de sangre. En ocasiones se podían realizar combates incruentos con armas romas (lusio) durante la parte principal del munus. Suetonio describe un munus excepcional de Nerón, en el que nadie fue asesinado, «ni siquiera noxii (enemigos del estado)».
Se esperaba que los gladiadores entrenados observaran las reglas de combate establecidas. En la mayoría de los enfrentamientos se empleó un árbitro principal (summa rudis) y un asistente (seconda rudis), que aparecen en mosaicos con bastones largos (rudes) para amonestar o separar a los oponentes en algún momento crucial del combate. Los árbitros solían ser gladiadores retirados, cuyas decisiones, juicio y discreción eran generalmente respetadas; podían detener los combates por completo o hacer una pausa para que los combatientes descansaran o tomaran un refrigerio. En los combates también había unos asistentes, los lorarii (incitadores), que utilizaban una fusta (lora) o un hierro al rojo vivo para incitarles u obligarles a luchar con más ímpetu. Cualquier acto de rebelión de un gladiador contra un árbitro o lorarius era impensable por la educación recibida en el ludus, y porque los arqueros apostados en nichos tras las gradas abatirían a cualquier gladiador que intentara atacar a estos asistentes.
En los intermedios entre combates salían a la arena los paegnarii, bufones y animadores que realizaba duelos incruentos durante las pausas para entretener a la multitud mientras los gladiadores descansaban; luchaban con látigo, palos o armas de madera y no tenían casco ni escudo, solo envolturas protectoras en la parte inferior de las piernas y la cabeza. En las pausas también podían actuar acróbatas, saltimbanquis y otros artistas. Ludi y munera iban acompañados de música, interpretada en interludios, para marcar las distintas partes del munus o creando un «crescendo frenético» durante los combates y acentuando las fases más críticas; los golpes podían ir acompañados de toques de trompeta. El mosaico de Zliten en Libia nos muestra a músicos tocando un acompañamiento de juegos provinciales, con gladiadores, bestiarii o venatores y prisioneros atacados por bestias. Sus instrumentos son una trompeta larga y recta (tubicen), un gran cuerno curvo (cornu) y un órgano hidráulico (hydraulis). Representaciones similares (músicos, gladiadores y bestiari) se encuentran en un relieve de una tumba en Pompeya.

### Victoria y derrota
En un combate un gladiador podía vencer, rendirse o morir a manos de su rival; también podía darse el caso, si un combate que se prolongaba en exceso, en que el editor ordenara detener el combate sin que hubiera vencedor (stans missus). Los ganadores recibían los aplausos y vítores del público y se le entregaba la palma de la victoria, una corona de laurel y un premio del editor (praemium) o incluso dinero y regalos de una multitud agradecida, que el vencedor ponía en una bandeja de plata que también le entregaban. También podían concederle la rudis, espada de madera símbolo que suponía alcanzar el nivel más alto de la profesión y que, en el caso de los gladiadores esclavos o condenados ad ludum, conseguir la manumissio (emancipación). Marcial describe una pelea entre Priscus y Verus, que lucharon de manera tan pareja y valiente durante tanto tiempo que cuando ambos admitieron su derrota Tito otorgó la victoria y un rudis a cada uno. Flamma fue premiado con el rudis en cuatro ocasiones, pero decidió seguir siendo gladiador. Su lápida en Sicilia incluye la grabación: «Flamma, secutor, vivió 30 años, luchó 34 veces, ganó 21, luchó hasta el empate 9 veces, fue derrotado 4, un sirio por nacionalidad. Delicatus escribió esto para su merecedor camarada de armas».
Un gladiador podría reconocer la derrota y solicitar la missio (gracia, indulto) levantando el dedo (ad digitum), probablemente el índice de la mano izquierda, en un llamamiento al árbitro para que detuviera el combate y se dirigía al editor, cuya decisión, que podía ser missus (salvación) o iugula (muerte), solía depender de la respuesta de la multitud. En los primeros tiempos de los munera, la muerte se consideraba una pena justa por la derrota; posteriormente, a los que luchaban bien se les podía conceder el perdón según el capricho de la multitud o del editor. Durante la era imperial, la celebración de encuentros anunciados como sine missione (sin posibilidad de condonar la sentencia de muerte) sugieren que el missus se había convertido en una práctica común. El contrato entre el editor y su lanista podía incluir una indemnización por muertes inesperadas, que podría ser «unas cincuenta veces superior al precio de alquiler» del gladiador.
Bajo el reinado de Augusto, la demanda de gladiadores comenzó a superar la oferta, y los combates sine missione fueron prohibidos oficialmente; un desarrollo económico y pragmático que se impuso para que coincidiera con la noción popular de la «justicia natural». Cuando Calígula y Claudio se negaron a perdonar a los combatientes derrotados pero populares, su propia popularidad se resintió. En general, los gladiadores que luchaban bien tenían más probabilidades de ser perdonados. En un combate pompeyano entre combatientes con carros, a Publius Ostorius, con 51 victorias en su haber, se le concedió la missio tras perder contra Scylax, con 26 victorias.
Aunque por lo general los espectadores decidían si un gladiador vencido debía ser perdonado o no, en cualquier caso la decisión final de la muerte o de la vida correspondía al editor, que indicaba su decisión con un gesto descrito por fuentes romanas como pollice verso (pulgar vuelto o al revés), una descripción demasiado imprecisa para una reconstrucción del significado del gesto o de su simbolismo. Vencedor o derrotado, un gladiador estaba obligado por juramento a aceptar o poner en práctica la decisión de su editor: «el vencedor no era más que el instrumento de su [del editor] voluntad».

### Muerte y disposición del cadáver
Si no había muerto durante el combate, un gladiador al que se le negaba la missio era rematado por su oponente. Para morir bien, un gladiador nunca debía gritar ni pedir clemencia. Una «buena muerte» redimía al gladiador de la deshonra de la derrota y servía de noble ejemplo para los que lo observaban:

Porque la muerte, cuando está próxima, da incluso a los hombres inexpertos el valor de no tratar de evitar lo inevitable. Así que el gladiador, que a lo largo de la lucha se ha mostrado débil, ofrece su garganta a su oponente y dirige la espada vacilante hacia el punto vital.

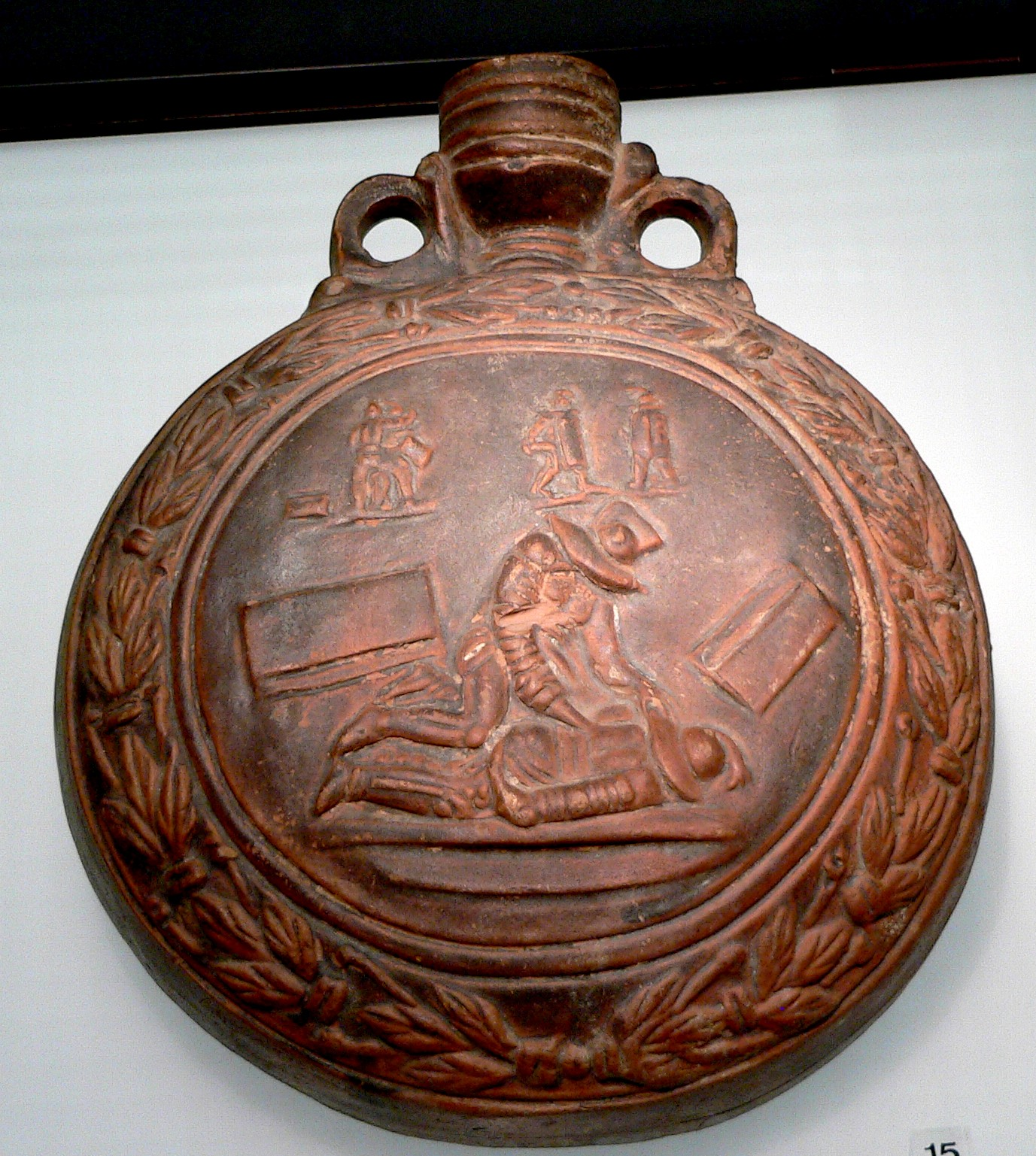
Recipiente que representa la fase final de la lucha entre un murmillo (vencedor) y un thraex.

Algunos mosaicos muestran gladiadores derrotados arrodillados preparándose para el momento de la muerte (recipere ferrum). El «punto vital» del que habla Séneca parece haber sido el cuello; se han descubierto restos de gladiadores en Éfeso que lo confirman.
Mientras el vencedor daba la vuelta al ruedo dos asistentes disfrazados de Mercurio y Dis Pater accedían a la arena; el personaje de Mercurio aplicaba sobre el cuerpo del vencido un hierro al rojo para verificar que estaba realmente muerto y el de Dis lo golpeaba con un mazo hasta matarlo si este se estremecía al aplicarle el hierro candente o, si no lo hacía, le daba tres mazazos como símbolo de que tomaba posesión del muerto, tras lo cual se depositaba en una litera de Libitina, diosa de los muertos y el inframundo, y era retirado de la arena. Tras salir por la Porta Libitinensis el cadáver del gladiador era llevado por los harenarii hasta el spoliarium donde se le cortaba el cuello para formalizar oficialmente su muerte.
Un estudio patológico moderno confirma el uso probablemente fatal de un mazo en algunos, pero no en todos los cráneos de gladiadores encontrados en un cementerio de gladiadores. Kyle (1998) plantea que los gladiadores que se deshonraron a sí mismos podrían haber sido sometidos a las mismas indignidades que los noxii, negándoles la relativa misericordia de una muerte rápida y arrastrándolos fuera de la arena como si se tratara de carroña.  No se sabe si el cadáver de un gladiador de este tipo podría ser redimido de una mayor ignominia por parte de amigos o familiares.
Los cuerpos de los noxii y posiblemente de algunos damnati eran arrojados a los ríos o abandonados sin enterrar. La negación de los ritos funerarios y del memorial condenaba a la oscuridad (manes) al difunto y a vagar sin descanso por la tierra como si fuera una espantosa larvae o lemur. Los ciudadanos comunes, los esclavos y los libertos solían ser enterrados más allá de los límites de la ciudad, para evitar la contaminación ritual y molestia física de los vivos; los gladiadores profesionales tenían sus propios cementerios separados. La mancha de la infamia era para siempre.

### Remembranza y epitafios
Los gladiadores podían pertenecer a un gremio o colegio profesional (collegia) que aseguraba su adecuada sepultura y a veces una pensión o compensación para las esposas y los hijos. También la familia gladiatoria, que incluía al lanista de su ludus, sus camaradas y a su propia familia (esposa, hijos y parientes), podría financiar sus gastos funerarios y conmemorativos y utilizar un memorial para reivindicar la honestidad moral del gladiador como un colega responsable y respetuoso y como miembro de la familia. Algunos monumentos memoriales recogen la carrera del gladiador con cierto detalle, como el número de participaciones, las victorias —a menudo representadas por coronas—, las derrotas, la duración de su carrera profesional y la edad en que falleció. También podían indicar el tipo de gladiador, en palabras o representación directa: por ejemplo, el memorial de un retiarius en Verona incluía un tridente y una espada grabados. Un editor rico podía encargar una obra de arte para celebrar un espectáculo particularmente exitoso o memorable, con retratos de ganadores y perdedores en acción; el conocido como Mosaico de los gladiadores de los Borghese es un ejemplo notable. Según Dion Casio el emperador Caracalla mandó erigirle al gladiador Bato un magnífico monumento y un funeral de Estado; más representativas son las sencillas tumbas de gladiadores del Imperio romano de Oriente, cuyas breves inscripciones incluyen algunas como:

«La familia hizo esto en memoria de Saturnilos».

«Para Nikepharos, hijo de Synetos, lacedemonio, y para Narcissus el secutor. Titus Flavius Satyrus construyó este monumento en su memoria con su propio dinero».

«Para Hermes. Paitraeites con sus compañeros de celda hicieron esto en memoria».

Algunos epitafios hacen referencia a vencedores que murieron tras el combate a consecuencia de las heridas sufridas, indicando con orgullo:

«Él venció y mató a su rival, pero murió, como un héroe valiente. Ningún oponente me mató, sino que morí por mí mismo, y mi gentil esposa me colocó aquí».

«Tres combates, tres coronas».

Sobreviven muy pocas pruebas sobre las creencias religiosas de los gladiadores como colectivo, o sobre sus expectativas de una vida después de la muerte. Las investigaciones modernas ofrecen poco apoyo a la idea que alguna vez fue predominante que los gladiadores, venatores y bestiarios se consagraban personal o profesionalmente al culto de la diosa greco-romana Némesis, sino que más bien parece que esta representaba una especie de «Fortuna Imperial» que ofrecía indistintamente dones o castigos (incluida la munera). La dedicatoria de la tumba de un gladiador indica claramente que sus decisiones no se consideraban de mucha confianza. Muchos epitafios de gladiadores afirman que Némesis, el destino, el engaño o la traición son el instrumento de su muerte, nunca las habilidades superiores del adversario de carne y hueso que los derrotó y mató. Sin tener responsabilidad personal por su propia derrota y muerte, el gladiador perdedor sigue siendo el mejor hombre, digno de venganza.

«Yo, Victor, zurdo, estoy aquí, pero mi patria estaba en Tesalónica. Doom me mató, no el embustero Pinnas. No dejes que se jacte jamás. Tuve un compañero gladiador, Polyneikes, que mató a Pinnas y me vengó. Claudius Thallus creó este monumento a partir de lo que dejé como legado».

### Esperanza de vida
Un gladiador podía esperar pelear en dos o tres munera al año; un número desconocido habría muerto en su primer combate. Pocos gladiadores sobrevivieron a más de 10, aunque uno sobrevivió a unos extraordinarios 150 combates; se registra otro que falleció a los 90 años de edad, presumiblemente mucho después de su retiro. Una muerte natural tras la jubilación también es probable para tres individuos que murieron a los 38, 45 y 48 años respectivamente. El historiador y arqueólogo francés Georges Ville, basándose en datos de las lápidas de gladiadores del siglo I, calculó que la edad media de muerte era de 27 años y que la mortalidad «entre todos los que accedieron a la arena» era de 19/100. El historiador alemán Marcus Junkelmann cuestiona el cálculo de Ville sobre la edad media de muerte; considera que la mayoría no habría tenido una lápida y que la muerte se habría producido en una etapa inicial de su carrera, entre los 18 y los 25 años de edad. Entre el primer y último periodos del Imperio el riesgo de muerte para los gladiadores derrotados subió de 1/5 a 1/4, quizás porque la missio se concedía con menos frecuencia. Las profesoras británicas Hopkins y Beard estiman con ciertas dudas un total de 400 arenas en todo el Imperio romano en su máxima extensión, con un total combinado de 8000 muertes al año por ejecuciones, combates y accidentes.

## Formación
La primera escuela de gladiadores (singular: ludus; plural: ludi) fue probablemente la de Aurelius Scaurus en Capua. Fue lanista de los gladiadores utilizados hacia el año 105 a. C. para instruir a las legiones y, al mismo tiempo, entretener al público. Pocos otros lanistae son conocidos por su nombre: dirigían su familia gladiatoria y tenían poder legal sobre la vida y la muerte de todos los miembros de la familia, incluidos los servi poenae, auctorati y auxiliares.  Socialmente eran infames, a la par de proxenetas y carniceros y despreciados como tahúres. Este rechazo no se aplicaba al dueño de un gladiador (munerarius o editor) de buena familia, alto estatus y con recursos propios; Cicerón felicitó a su amigo Atticus por la compra de una espléndida tropa pues, si los alquilaba, podría recuperar el costo total de los mismos después de dos actuaciones.
La rebelión de Espartaco (73 a. C.) se originó en la escuela de Capua, por entonces propiedad de Léntulo Batiato (y probablemente a causa de su estricta disciplina), y solo pudo ser reprimida después de una larga serie de costosas, y a veces desastrosas, campañas por parte de las tropas regulares romanas. A finales de la era republicana el temor a levantamientos similares, la utilización de las escuelas para la creación de ejércitos privados y la explotación de los munera con fines políticos llevaron a un aumento de las restricciones sobre la propiedad, ubicación y organización de las escuelas de gladiadores. En la época de Domiciano, muchos habían sido más o menos absorbidos por el Estado, incluidos los de Pergamum, Alejandría, Praeneste y Capua. Domiciano creó cuatro ludi imperiales en Roma junto al Coliseo: Ludus Magnus (el mayor y más importante, que albergaba a unos 2000 gladiadores), Ludus Dacicus, Ludus Gallicus y Ludus Matutinus, que entrenaba bestiarii.
En la época imperial los hombres libres voluntarios requerían el permiso de un magistrado para incorporarse a una escuela como auctorati. Si se concedía, el médico de la escuela evaluaba su idoneidad. Su contrato/juramento (auctoramentum) estipulaba la frecuencia con la que debían competir, su estilo de lucha y sus ganancias. Un condenado por bancarrota o un deudor aceptado como novato (novicius) podía negociar con su lanista o editor el pago parcial o total de su deuda. Ante la desmesurada tasa de reincorporación de los auctorati cualificados, Marco Aurelio fijó su límite superior en 12 000 sestercios.
Todos los potenciales gladiadores, ya fueran voluntarios o condenados, estaban obligados a cumplir con su deber mediante un juramento sagrado (sacramentum). Los novatos (novicii) se entrenaban con maestros de estilos de lucha específicos, probablemente gladiadores ya retirados. El aprendiz (tiro, que lo era hasta que salía vivo de su primer combate) podía ascender por una jerarquía de grados (palus) hasta el primus palus, el más alto. Las armas letales estaban prohibidas en las escuelas, se usaban versiones de madera maciza sin filo. Los estilos de lucha se aprendían probablemente a través del ensayo constante como «números» coreografiados. Se prefería un estilo elegante y práctico. El entrenamiento incluía la preparación para una muerte estoica e imperturbable. El éxito de la formación requería un trabajo intenso.
Los condenados ad ludum eran marcados a fuego o con un tatuaje (stigma, plural stigmata) en la cara, las piernas o las manos. Estos stigmata pueden haber sido un texto Los soldados eran marcados de forma habitual en la mano, nunca en la cara.
Sus condiciones de vida eran duras, pero vivían mejor que la mayor parte del pueblo llano. El alojamiento en el ludus estaba dividido en secciones y dependía del estatus y la condición de los gladiadores —damnati, esclavos, auctorati, tunicati (homosexuales), etc.— Se alojaban normalmente en celdas, dispuestas en formación de acuartelamientos alrededor de un campo de prácticas central. Juvenal describe la segregación de los gladiadores según su tipo y estatus, lo que sugiere jerarquías rígidas dentro de las escuelas: «Incluso la escoria más baja de la arena observa esta regla; incluso en la cárcel están separados». Los «mariquitas» retiarii se mantenían alejados de damnati y los «pesos pesados blindados».
La disciplina, para mantener a gente tan dura y violenta, podía ser extrema, incluso letal. Los restos encontrados de un ludus pompeyano atestiguan la evolución de la oferta, la demanda y la disciplina; en su fase inicial, el edificio podía albergar de 15 a 20 gladiadores; tras unas reformas podría haber albergado a unas 100 personas. También se podían aplicar cepos y celdas de castigo: se encontraron restos de un habitáculo tan pequeño que era imposible estar ni de pie ni tumbado.

### Dieta y atención médica

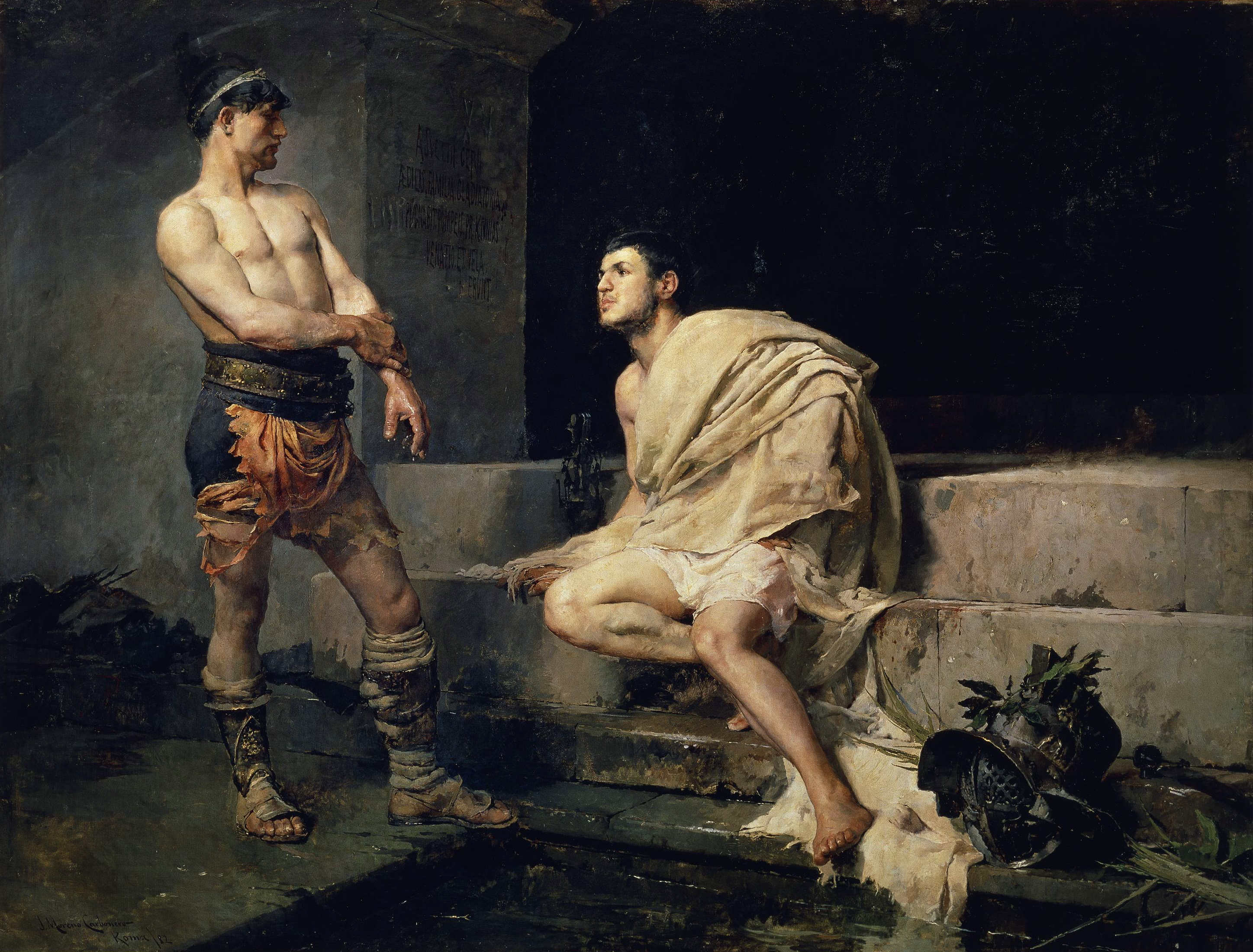
Gladiadores después del combate, José Moreno Carbonero (1882).

A pesar de ejercer sobre ellos una dura disciplina, los gladiadores representaban una inversión sustancial para su lanista por lo que, en general, estaban bien alimentados y cuidados. Su dieta diaria, de alto contenido energético, consistía en carne abundante (fuente de proteínas que obtenían sobre todo de los animales muertos en las venationes), alubias hervidas, harina de avena, frutos secos y cebada (rica en hidratos de carbono). Los romanos consideraban que la cebada era inferior al trigo (un castigo para los legionarios que sustituían su ración de trigo por ella) pero se creía que fortalecía el cuerpo (además era más barata); la importancia de este cereal en su dieta nos lo confirma Plinio el Viejo, que denomina a los gladiadores hordearii (lit. 'comedores de cebada').
Masajes regulares y la atención médica de calidad ayudaron a mitigar un régimen de entrenamiento muy estricto y severo. Parte de la formación médica de Galeno, considerado uno de los más completos investigadores médicos de la Edad Antigua, fue en una escuela de gladiadores en Pérgamo, donde permaneció cuatro años y donde vio (y luego criticaría) la formación, la dieta y las expectativas de salud a largo plazo de los gladiadores.

## Situación jurídica y social
Las costumbres e instituciones modernas ofrecen pocos paralelismos válidos con el contexto legal y social de los munera gladiatoria. En el derecho romano cualquiera condenado a la arena o a las escuelas de gladiadores (damnati ad ludum) era un servus poenae ('siervo de la pena') y se le consideraba condenado a muerte a menos que fuera manumitado. Un rescripto de Adriano recordaba a los magistrados que «los sentenciados a espada» (ejecución) debían ser despachados inmediatamente «o al menos en el plazo de un año» y que los sentenciados a los ludi no debían ser rehabilitados antes de que transcurrieran cinco años, o tres si se les concedía la manumisión. Solo los esclavos declarados culpables de delitos específicos podían ser sentenciados a la arena; sin embargo, los ciudadanos declarados culpables de determinados delitos podían ser despojados de la ciudadanía, esclavizados formalmente y luego sentenciados; los esclavos, una vez puestos en libertad, podían volver legalmente a la esclavitud por determinados delitos. El castigo a la arena podía imponerse por bandidaje, robo e incendio premeditado y por traiciones como la rebelión, la elusión del censo para evitar el pago de los impuestos y la negativa a prestar juramentos legales.
Los delincuentes considerados particularmente despreciables para el Estado (noxii) recibían los castigos más crueles y humillantes. En el siglo I a. C. los noxii eran condenados a las bestias en la arena (damnati ad bestias), sin casi ninguna posibilidad de supervivencia, o se les obligaba a matarse unos a otros. En los primeros tiempos del Imperio, algunos se vieron obligados a participar en formas crueles y extravagantes de representación mitológica o histórica, que finalmente desembocaban en su ejecución. Las personas juzgadas con menos severidad podían ser condenadas ad ludum venatorium o ad gladiatorium —combate con animales o gladiadores— y armadas según se considerara apropiado. Estos damnati al menos podrían dar un buen espectáculo y recuperar algo de respeto o incluso, en muy raras ocasiones, sobrevivir para luchar otro día. Algunos pueden incluso haberse convertido en gladiadores «adecuados».

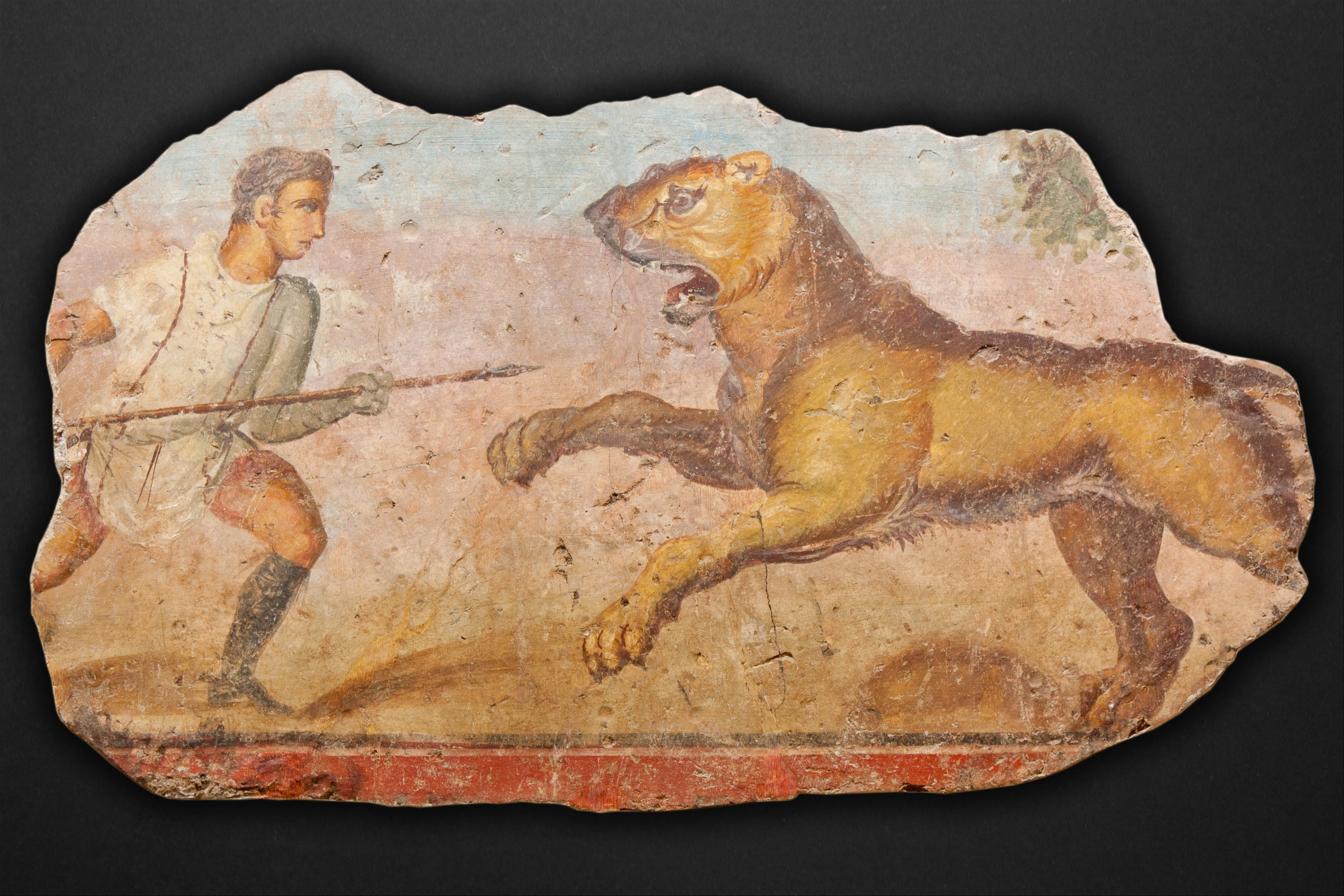
Mural en el que se representa un venator o un bestiarius y una leona; anfiteatro de Mérida, España.

Entre los gladiadores más admirados y cualificados se encontraban los auctorati, hombres libres se ofrecían como voluntarios para luchar en la arena. Muchos lo hacían atraídos por el deseo de gloria y fama o para demostrar o probarse a sí mismos su valía, pero es posible que algunos de estos especialistas altamente capacitados y experimentados se ofrecieran por necesidad, por carecer de otro medio de vida y no tener otra opción práctica a su alcance. Su estatus legal —esclavo o libre— es dudoso. Bajo la ley romana, un gladiador liberado no podía «ofrecer estos servicios [los de gladiador] después de la manumisión, porque no se pueden realizar sin poner en peligro [su] vida»". Todos los voluntarios contratados, incluidos los de la clase ecuestre y senatorial, eran legalmente esclavizados por su auctoratio porque implicaba su sometimiento, potencialmente letal, a un maestro. Por ley, todos los arenarii (los que salían a la arena) eran infamis, una forma de deshonor social que los excluía de la mayoría de las ventajas y derechos de la ciudadanía romana. El recibir un pago por estas apariciones agravaba su infamia. El estatus legal y social de los auctorati más populares y ricos era, por lo tanto, marginal en el mejor de los casos. No podían votar, alegar en los tribunales ni dejar testamento; y a menos que estuvieran manumitidos, sus vidas y propiedades pertenecían a sus amos. Sin embargo, hay pruebas de prácticas informales, aunque no totalmente lícitas, que demuestran lo contrario. Algunos gladiadores «no libres» legaron dinero y bienes personales a esposas e hijos, posiblemente a través de un propietario o una familia comprensiva; algunos tenían sus propios esclavos y les concedieron su libertad. A un gladiador se le concedió incluso la «ciudadanía» en varias ciudades griegas del mundo romano oriental.
El munus de César de 46 a. C. incluía al menos un équite, hijo de un pretor, y dos voluntarios de posible rango senatorial. Augusto, que disfrutaba viendo los juegos, prohibió la participación de senadores, équites y sus descendientes como luchadores o arenarii, pero en el año 11 d. C. se saltó sus propias normas y permitió que los équites se ofrecieran voluntariamente ya que «la prohibición no servía de nada». Con Tiberio, el decreto Larinum (19 d. C.) reiteró las prohibiciones originales de Augusto. Después, Calígula las burló y Claudio las reforzó. Nerón y Cómodo las ignoraron. Después de la adopción del cristianismo como religión oficial de Roma, la legislación prohibió la participación de las clases sociales altas de Roma en los juegos, aunque no los juegos en sí.

## Anfiteatros

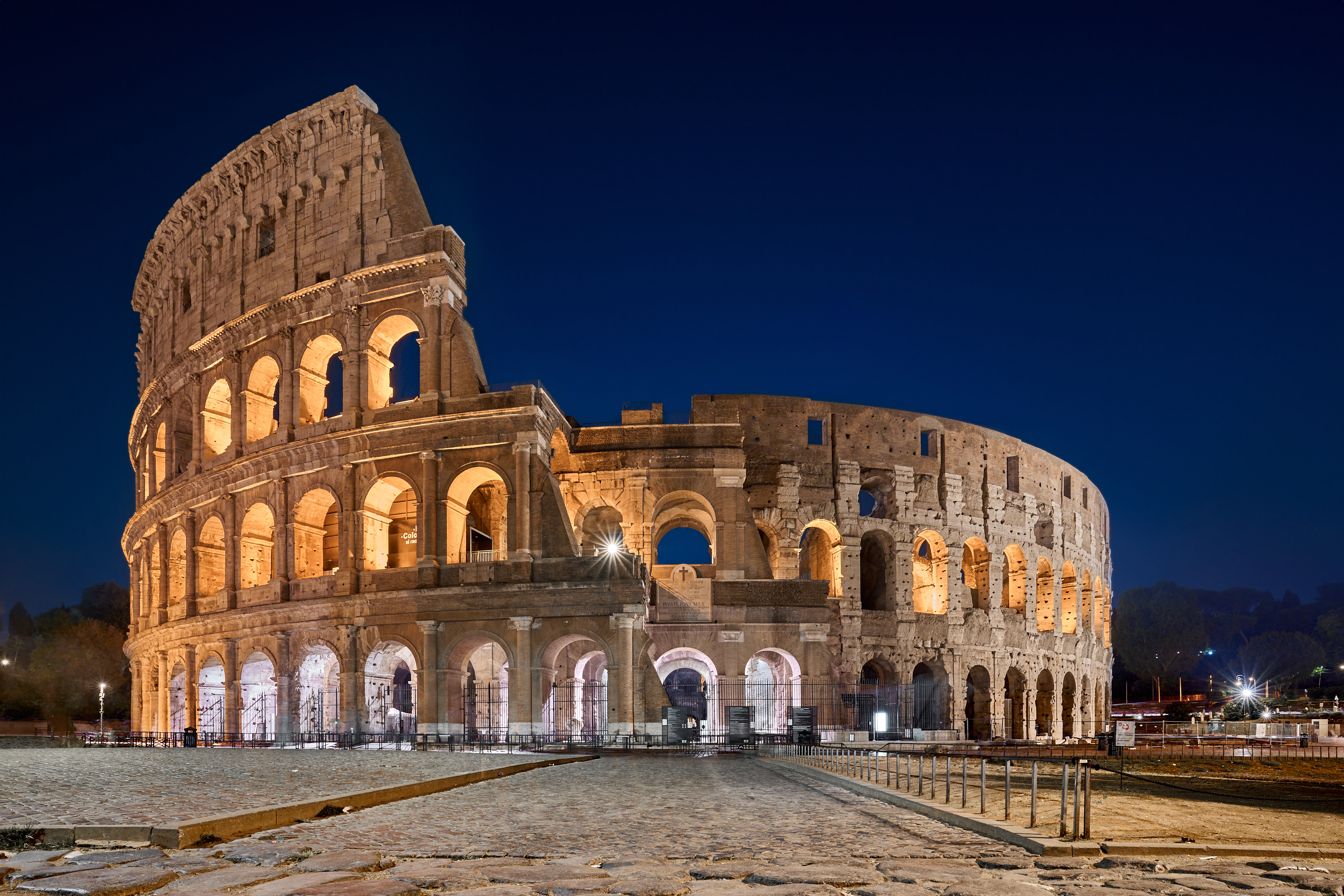
El Coliseo de Roma.

En sus inicios, cuando las luchas de gladiadores solo formaban parte de un rito funerario, los asistentes se reunían junto a la tumba del difunto honrado. A partir de la República tardía, al convertirse en actos públicos y a medida que los munera crecían en tamaño y popularidad, en Roma y en otros lugares se adaptaron foros, espacios abiertos de reunión como el Foro Boario y posteriormente el Foro Romano, como lugares de celebración, con asientos temporales elevados para los patrocinadores y los espectadores de alto estatus.
Hacia el final de la República, Cicerón (Murena, 72-3) todavía describe los espectáculos de gladiadores como algo comercializado —se podía conseguir una utilidad política invitando a los tribunos de la plebe rurales, no a la población romana en general—, pero en los tiempos del Imperio, a los ciudadanos pobres que recibían el subsidio de la cura annonae se les asignaban al menos algunos asientos gratuitos, posiblemente por sorteo. Otros tenían que pagar. Los reventa (locarii) a veces vendían o alquilaban asientos a precios elevados. Marcial escribió que «Hermes [un gladiador que siempre atraía a las multitudes] es sinónimo de riqueza para los revendedores de entradas».
Pero los foros tenían importantes limitaciones como lugar de celebración de los juegos. El primer anfiteatro romano conocido fue construido en Pompeya por colonos de Sila, alrededor del año 70 a. C. El primero en la ciudad de Roma fue el extraordinario anfiteatro de madera de Cayo Escribonio Curión, construido en el año 53 a. C. El primer anfiteatro en parte de piedra de Roma fue inaugurado en el año 29-30 a. C., a tiempo para el triple triunfo de Octavio (posteriormente Augusto). Poco después de su incendio en el año 64 d. C., Vespasiano inició su sustitución, un recinto conocido como el Anfiteatro Flavio (y posteriormente como Coliseo), con capacidad para 50 000 espectadores y que se convertiría en el de mayor tamaño en el Imperio. Fue inaugurado por Tito en el año 80 d. C. como regalo personal del emperador al pueblo de Roma, sufragado con la parte imperial del botín obtenido tras la gran revuelta judía.

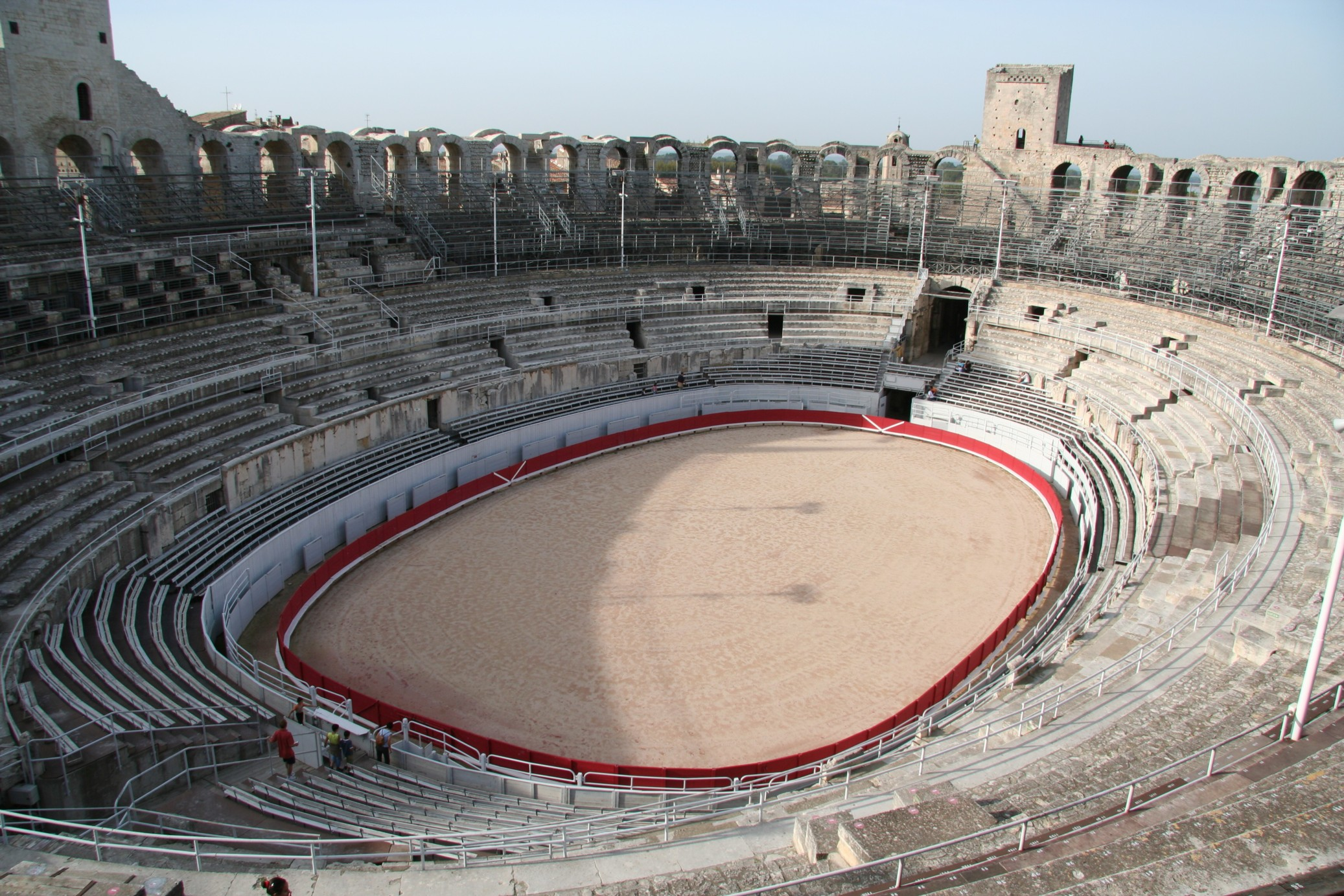
Vista interior de las Arenas de Arlés, Francia.

Los anfiteatros generalmente eran de planta ovalada. Sus gradas rodeaban la arena, generalmente escabada en la tierra, visible para todo el público. Para la multitud, los anfiteatros constituían una gran oportunidad para la libertad de expresión (theatralis licentia). Se podían presentar peticiones al editor (como magistrado) a la vista de toda la comunidad. Factiones y claques podían explayarse y desahogarse, entre ellas y, ocasionalmente, con los emperadores. La despreocupada y digna facilidad del emperador Tito para manejar a la multitud del anfiteatro y sus facciones se consideró como una medida de su enorme popularidad y de la rectitud de su imperio. El munus servía así a la comunidad romana como teatro y tribunal en directo, en el que se podía juzgar no solo a los que se encontraban en la arena, sino también a sus jueces. Los anfiteatros también constituían un importante medio de control social. Sus gradas estaban ocupadas de forma «carente de todo orden y llena de descaro» hasta que se aprobó la lex Roscia en el 67 a. C. y posteriormente Augusto estableció su distribución en sus Reformas Sociales; para convencer al Senado de la necesidad de regular la disposición de asientos, expresó su consternación en nombre de un senador que no pudo encontrar un lugar para sentarse en un evento muy concurrido en Puteoli, por lo que, como indica Suetonio:

En consecuencia, se emitió un decreto del Senado por el que, siempre que se celebrara un espectáculo público, la primera fila de asientos se reservaría a los senadores. Prohibió también que se sentaran en la orquesta las legaciones en Roma de las naciones libres y las de las aliadas, al saber que entre ellas se mezclaban también libertos. Separó los espectadores militares de los civiles. Asignó a los plebeyos casados unas localidades determinadas; también se las asignó a los jóvenes que vestían la toga pretexta, cercanas a las de sus preceptores, y ordenó que nadie vestido de negro se sentase en la zona central. Prohibió que las mujeres contemplasen los espectáculos de gladiadores mezcladas con los hombres —lo que era habitual hasta entonces—, pero les concedió que pudiesen contemplarlos, ellas solas, desde las filas más elevadas de la gradería. Asignó a las vírgenes Vestales un lugar especial en el teatro, situado frente al palco del pretor.

Sin embargo, estas disposiciones no parece que siempre se aplicaron con firmeza.

## Su papel en la vida romana

### En el ejército
Roma era esencialmente una aristocracia militar terrateniente. Desde los primeros días de la República, diez años de servicio militar eran un deber ciudadano y un requisito previo para la elección de un cargo público. La devotio, voluntad de sacrificar la propia vida por un bien mayor, era fundamental para el ideal castrense romano y constituía el núcleo del juramento militar; se aplicaba por igual desde lo más alto a lo más bajo en la cadena de mando. Como un soldado comprometía su vida (voluntariamente, al menos en teoría) a la causa mayor de la victoria de Roma, no se esperaba que sobreviviera a la derrota.

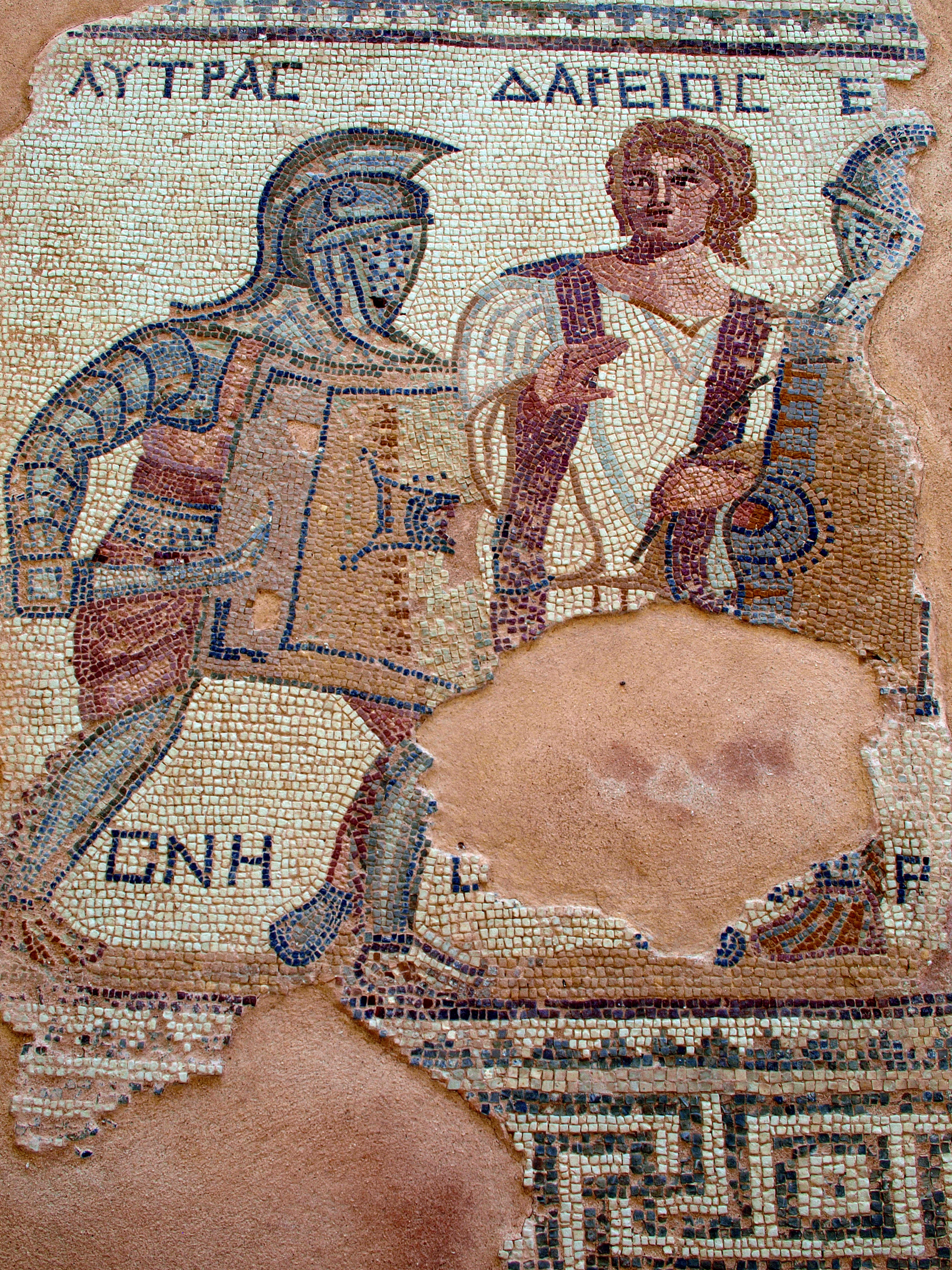
Mosaico de finales del de una residencia privada en Curium, Chipre. Se indican los nombres de todos los participantes, incluido el árbitro (rudis).

Las guerras púnicas de finales del siglo III a. C. —en particular la derrota casi catastrófica de las tropas romanas en Cannas— tuvieron repercusiones de gran alcance en la República, en sus milicias ciudadanas y en el desarrollo de los munera gladiatoria. Después de Cannas, Escipión el Africano crucificó a los desertores romanos e hizo que los no romanos fueran arrojados a las bestias. El Senado se negó a rescatar a los cautivos romanos de Aníbal; al respecto, Livio señala, incómodo, los sacrificios humanos incruentos realizados para ayudar a cambiar el rumbo de la guerra a favor de Roma. Mientras el Senado reunía a sus voluntariosos esclavos, Aníbal ofrecía a sus deshonrados cautivos romanos la oportunidad de una muerte honorable, en lo que Livio describe como algo muy parecido a los munus romanos. El munus representaba así un ideal esencialmente militar y abnegado, llevado al cumplimiento extremo en el juramento del gladiador. Por la devotio de un juramento voluntario, un esclavo podía alcanzar la condición de romano (romanitas), convertirse en la encarnación de la auténtica virtus (hombría, o virtud varonil) y, paradójicamente, se le concedía la missio mientras seguía siendo esclavo. El gladiador como luchador especializado y la filosofía y organización de las escuelas de gladiadores, contribuirían al desarrollo del ejército romano como la fuerza más eficaz de su tiempo. En el año 107 a. C., las reformas de Mario establecieron el ejército romano como un cuerpo profesional.
Dos años después, tras la derrota en la batalla de Arausio:

... el entrenamiento con armas se impartió a los soldados por P. Rutilius, cónsul con C. Mallis. Porque él, como no había hecho ningún general anterior, con maestros de la escuela de gladiadores de C. Aurelus Scaurus, implantó en las legiones un método más avanzado de evitar y asestar un golpe y combinó la valentía con la habilidad y la habilidad de nuevo con la virtud, de modo que la habilidad se fortaleció con la pasión de la valentía y la pasión se volvió más cautelosa con el conocimiento de este arte.

Los militares eran grandes seguidores de los juegos y supervisaban las escuelas. Muchas escuelas y anfiteatros estaban situados en cuarteles militares o cerca de ellos, y algunas unidades del ejército provincial tenían tropas de gladiadores. A medida que avanzaba la República, la duración del servicio militar aumentó de diez a dieciséis años, oficializado por Augusto durante el Principado; la duración se elevaría a veinte y más tarde a veinticinco años. La disciplina militar romana era muy estricta, lo suficientemente severa como para provocar amotinamientos, a pesar de las consecuencias. Es posible que una carrera como gladiador voluntario resultara una opción atractiva para algunos.
En 69 d. C., el año de los cuatro emperadores, las tropas de Otón en la primera batalla de Bedriacum incluían 2000 gladiadores; en el otro bando, el ejército de Vitelio se nutrió con levas de esclavos, plebeyos y gladiadores. En 167 d. C., el debilitamiento de las tropas por plagas y deserciones pudo haber llevado a Marco Aurelio a reclutar gladiadores a sus propias expensas. Durante las guerras civiles que condujeron al Principado, Octavio (más tarde Augusto) se hizo con la guardia personal de gladiadores de su antiguo oponente, Marco Antonio.

### Facciones y rivalidades

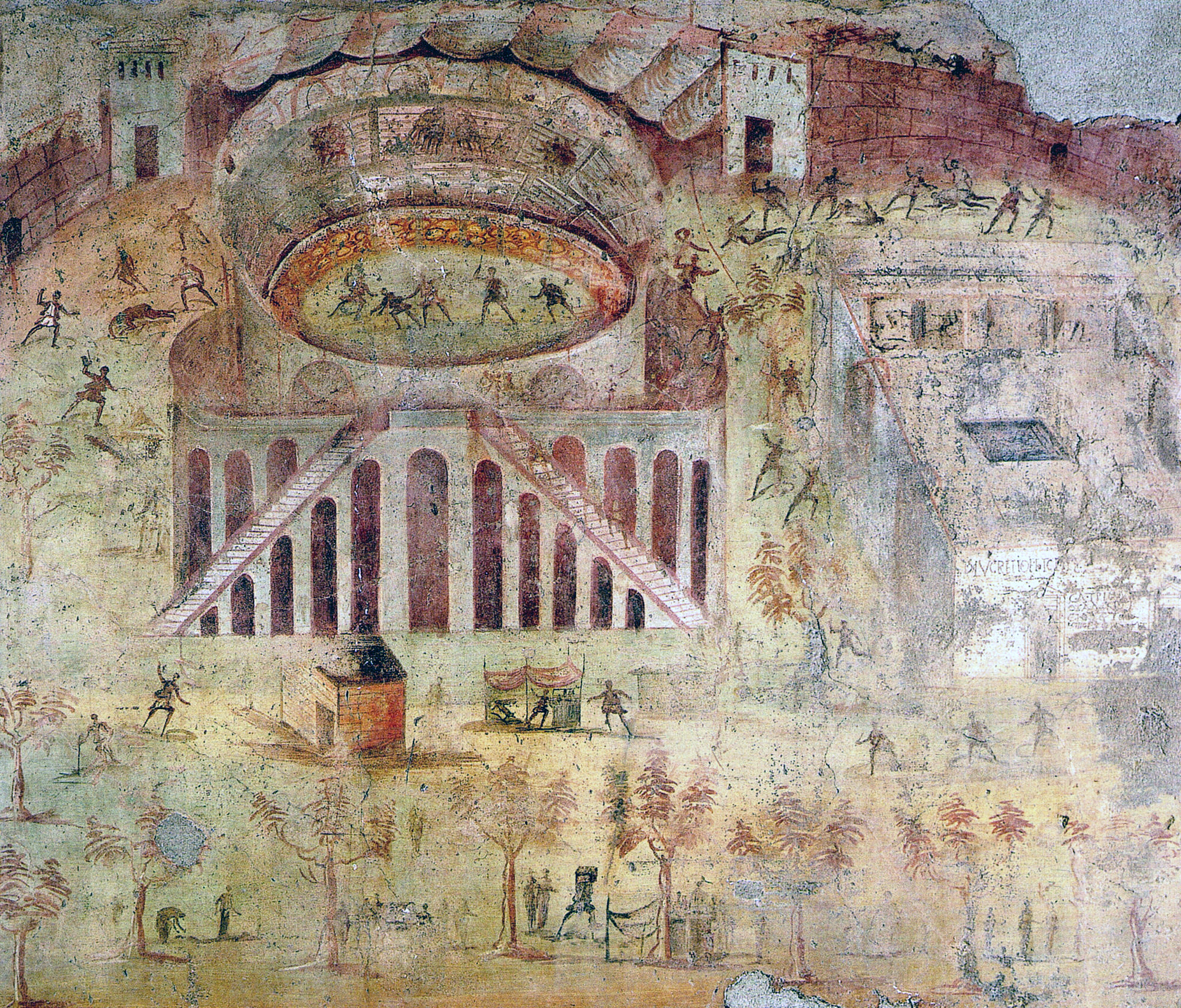
Pintura que representa un altercado entre nucerianos y pompeyanos ante el anfiteatro de Pompeya.

Existían distintas facciones populares que apoyaban a sus gladiadores y tipos de gladiadores favoritos. Bajo la reforma augustina, el tipo samnite fue renombrado secutor ('perseguidor'), gladiador equipado con un escudo grande y pesado conocido como scutum; los secutores, sus partidarios y cualquier tipo de gladiadores con armamento pesado como el murmillo o el hoplomachus eran conocidos como scutarii. Los tipos más ligeros, como el thraex o el retiarius, no usaban escudo o estaban equipados con un escudo más pequeño y ligero llamado parma y tanto ellos como sus partidarios eran conocidos como parmularii. Tito y Trajano preferían los parmularii y Domiciano los scutarii; Marco Aurelio no se decantó por ningún bando. Nerón parece haber disfrutado de las peleas entre facciones entusiastas, pendencieras y a veces violentas, pero recurrió a las tropas si se pasaban de la raya.
También había rivalidades locales. En el anfiteatro de Pompeya, durante el reinado de Nerón, el intercambio de insultos entre los espectadores pompeyanos y nucerianos durante ludi públicos desembocó en lanzamientos de piedras y disturbios en los que muchos murieron o resultaron heridos. El incidente fue tan grave que Nerón prohibió los munera gladiatoria (aunque no los juegos) en Pompeya durante diez años como castigo. La historia se cuenta en pinturas murales y grafitis pompeyanos de gran calidad, en los que se jactan de la «victoria» de Pompeya sobre Nuceria.

### Ética y moral

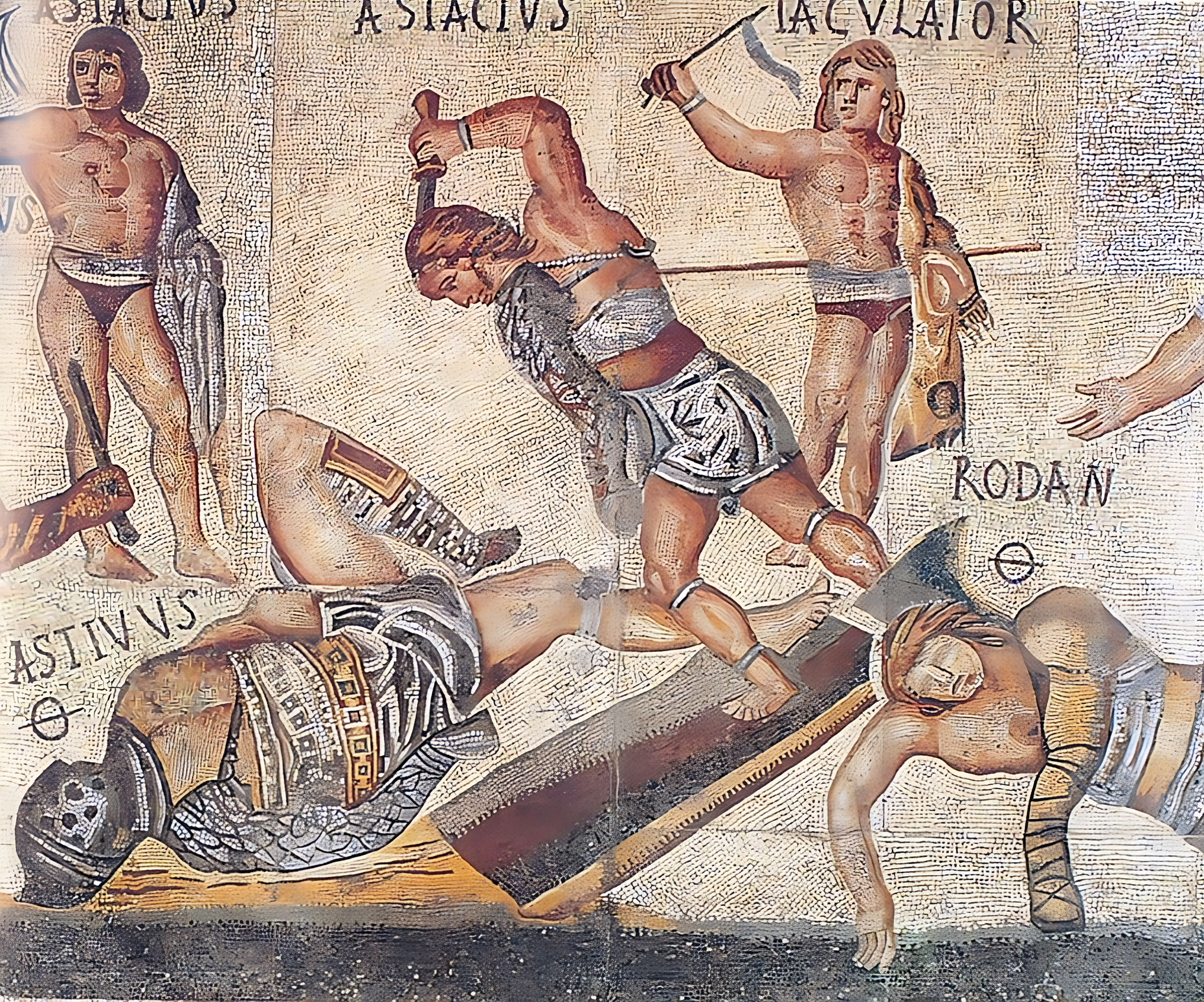
Detalle del conocido como Mosaico de los gladiadores,

La literatura e historiografía romana en su conjunto demuestra una profunda ambivalencia hacia los munera gladiatoria. Incluso los más complejos y sofisticados de la era Imperial evocaban las antiguas y ancestrales dii manes del inframundo y rodeados de los ritos protectores y legítimos del sacrificium. Su popularidad hizo inevitable su asunción por parte del Estado; Cicerón reconoció su patrocinio como un imperativo político. Contradictoriamente a la admiración popular hacia los gladiadores, fueron marginados y menospreciados. A pesar del desprecio de Cicerón por la plebe, compartía su admiración: «Incluso cuando [los gladiadores] han sido abatidos, y mucho menos cuando están de pie y luchando, nunca se deshonran a sí mismos. Y supongamos que un gladiador ha sido derribado, ¿cuándo has visto a alguien apartar su cuello después de que se le haya ordenado que lo extienda para el golpe mortal?» Su propia muerte emularía más tarde este ejemplo. Sin embargo, Cicerón también podría referirse a su populista oponente Clodio, pública y mordazmente, como un bustuarius —literalmente «luchador de tumbas», lo que implicaba que Clodio habría mostrado el carácter moral de la clase más baja de gladiador—. Durante la Antigua Roma, en latín «gladiator» podía ser (y fue) utilizado como un insulto y «samnite» multiplicaba el insulto, a pesar de la popularidad de este tipo de gladiadores. Silio Itálico escribió, cuando los juegos se estaban llegando a su apogeo, que los degenerados campanos habían inventado el peor de los precedentes, que ahora amenazaba el tejido moral de Roma: «Era su costumbre animar sus banquetes con derramamiento de sangre y combinar su festín con la horrible visión de hombres armados [(samnitas)] luchando; a menudo los combatientes caían muertos sobre las mismas copas de los juerguistas, y las mesas estaban manchadas con regueros de sangre. Así de inmoralizada estaba Capua». La muerte se podía administrar con justicia como castigo, o se podía percibir con ecuanimidad en la paz o en la guerra como un acto del destino; pero cuando se infligía como entretenimiento, sin ningún propósito moral o religioso subyacente, solo podía mancillar y degradar a los que eran testigos de ella.
El munus en sí mismo podría interpretarse como una necesidad piadosa, pero su creciente lujo corroía la virtud romana y creaba una apetencia considerada no romana por el despilfarro y la autocomplacencia. Dion Casio consideró los ludi de César de 46 a. C. un mero entretenimiento con fines políticos, un desperdicio de vidas y de dinero que habría sido mejor repartir entre sus veteranos legionarios. Sin embargo, para Séneca y Marco Aurelio, ambos estoicos declarados, la degradación de los gladiadores en el munus puso de relieve sus virtudes estoicas: su obediencia incondicional a su amo y al destino, y la serenidad frente a la muerte. Al no tener «ni esperanza ni ilusiones», el gladiador podía trascender su propia naturaleza degradada, y restar poder a la muerte misma al encontrarse con ella cara a cara. El valor, la dignidad, el altruismo y la lealtad eran moralmente redentores; Luciano idealizó este principio en su historia de Sisinnes, quien luchó voluntariamente como gladiador, ganó 10 000 dracmas y las utilizó para comprar la libertad de su amigo Toxaris. Séneca tenía una opinión más negativa del apetito poco estoico de las masas por los ludi meridiani: «El hombre... ahora masacrado por diversión y deporte; y aquellos a los que antes resultaba impío entrenar con el propósito de infligir y soportar heridas, son arrojados al agua expuestos e indefensos».
Estos testimonios persiguen un sentido moral elevado del munus, pero las minuciosas (aunque satíricas) indicaciones de Ovidio sobre la seducción en los anfiteatros parecen indicar que los espectáculos podrían generar una atmósfera de intensa y alarmante sexualidad. La disposición de las localidades regulada por Augusto situaba a las mujeres lo más lejos posible de la acción en la arena; o lo intentó. Se mantenía la emocionante posibilidad de una transgresión sexual clandestina por parte de los espectadores de las castas superiores y sus héroes de la arena. Este tipo de acusaciones eran fuente de chismes y sátiras, pero algunas se hicieron públicas de forma irremediable:

¿Cuál fue el encanto juvenil que tanto encendió a Eppia? ¿Qué la cautivó? ¿Qué vio en él para que pudiera soportar que la llamaran «la muñeca del gladiador»? Su muñequito, su Sergius, no era una gallina, con un brazo flácido que inspiraba la esperanza de un retiro anticipado. Además su cara parecía un desastre, con cicatrices del casco, una gran verruga en la nariz, una secreción desagradable que siempre goteaba de un ojo. Pero era un gladiador. Esa palabra hace que toda la casta parezca apuesta, e hizo que ella lo prefiriera a él antes que a sus hijos y a su país, a su hermana, a su marido. El acero es de lo que se enamoran.

Eppia —esposa de un senador— y Sergius se fugaron a Egipto, donde él la abandonó. La mayoría de los gladiadores generalmente apuntaban más bajo en la escala social de sus conquistas, aunque la fascinación que suscitaban entre las mujeres de clase alta debía ser fuerte, pues los rumores afectaban hasta a las más prominentes, como el caso de la esposa del emperador Marco Aurelio (aunque probablemente no era cierto). Dos pintadas en la pared de Pompeya describen a Celadus el thraex como «suspiro de las muchachas» y «gloria de las muchachas» —algo que puede o no haber sido un anhelo del propio Celadus—.
En la era imperial tardía, Servio utiliza el mismo término despectivo que Cicerón —bustuarius— para referirse a los gladiadores. Tertuliano lo usó de manera algo diferente —según su punto de vista todas las víctimas de la arena eran sacrificadas— y expresó la paradoja de los arenarii como clase, desde un punto de vista cristiano:

Por el mismo motivo, los glorifican, y los degradan y los menosprecian; sí, además, los condenan abiertamente a la desgracia y a la degradación civil; los mantienen religiosamente excluidos de la cámara del consejo, de las tribunas, del Senado, de la condición de caballero, y de todo otro tipo de cargos y de muchas otras distinciones. ¡Qué perversidad! Aman a quien rebajan, desprecian a quien aprueban; glorifican el arte, deshonran al artista.

### En el arte y la cultura romanas

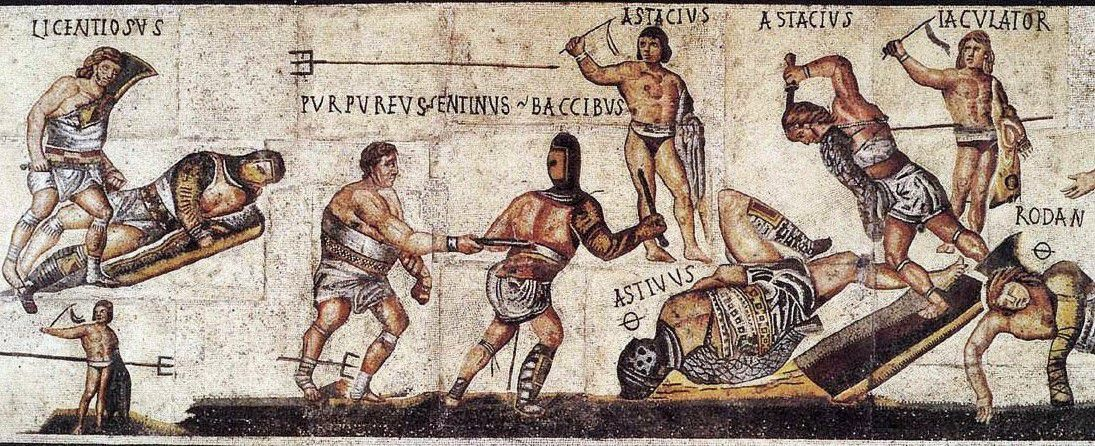
Fragmento del Mosaico de los gladiadores (320 d. C.). El símbolo Ø indica que el gladiador murió en el combate.

Podemos encontrar imágenes de todo tipo sobre la gladiatoria a lo largo de toda la República y el Imperio. Muros del ágora de Delos del siglo II a. C. fueron decorados con pinturas de gladiadores. Mosaicos que datan de los siglos II al IV d. C. han sido inestimables para la reconstrucción del combate y sus reglas, los tipos de gladiadores y el desarrollo de los munus. En todo el mundo romano, cerámicas, lámparas, gemas y joyas, mosaicos, relieves, pinturas murales y estatuas ofrecen evidencia, a veces la mejor evidencia, de la vestimenta, accesorios, equipo, nombres, eventos, frecuencia y reglas del combate de los gladiadores. Los períodos anteriores solo proporcionan ejemplos ocasionales, quizás excepcionales. El conocido como Mosaico de los gladiadores (siglo IV d. C.), expuesto en la Galería Borghese, muestra varios tipos de gladiadores y en el de una villa romana de Bignor, de la antigua provincia de Britania, se pueden ver cupidos como gladiadores. Se elaboraron recuerdos de cerámica que representaban a gladiadores con su nombre en actitud de combate; imágenes similares pero gran calidad estaban disponibles en artículos más costosos de cerámica, vidrio o plata.
Plinio el Viejo nos ofrece ejemplos vívidos de la popularidad de los retratos de gladiadores en Antium y una exposición artística de un aristócrata adoptado para los ciudadanos netamente plebeyos del Aventino romano:

Cuando un liberto de Nerón estaba ofreciendo una exposición de gladiadores en Antium, los pórticos públicos estaban cubiertos de pinturas, según nos dicen, que contenían retratos reales de todos los gladiadores y asistentes. Esta representación de gladiadores ha sido el principal interés en el arte desde hace muchos siglos, pero fue Gaius Terentius quien inició la práctica de hacer retratos de espectáculos de gladiadores y exhibirlos en público; en honor a su abuelo, que lo había adoptado, ofreció treinta parejas de gladiadores en el Foro durante tres días consecutivos, y exhibió una imagen de los duelos en el Huerto de Diana.

## En el arte y la literatura modernos
En la cultura popular no se concibe una imagen de la Antigua Roma sin los combates de gladiadores y fue representada desde la antigüedad hasta nuestros días en numerosas esculturas, mosaicos, monedas y obras pictóricas, como el conocido cuadro Pollice Verso (1872), obra de Jean-Léon Gérôme.
Esta imagen, generalmente magnificando su carácter sangriento, se refleja en numerosas obras cinematográficas modernas, algunas de enorme éxito como las oscarizadas Espartaco (1960), basada en la tercera guerra servil, o Gladiator (2000), sobre un leal general romano que es traicionado por el emperador Cómodo y termina haciéndose gladiador.
En la literatura de su momento los gladiadores aparecían a menudo en numerosas obras de todos los géneros, desde el teatro y la sátira hasta la narrativa histórica y los ensayos filosóficos de autores clásicos como Petronio, Juvenal, Marcial, Suetonio, Cicerón o Séneca, o estudios morales como el De spectaculis de Tertuliano, pero también existen numerosas obras en literatura moderna con los munera gladiatoria como protagonista, tanto un gran número de estudios históricos rigurosos como en numerosas novelas de aventuras, de variable rigor histórico, como Gladiador: la lucha por la libertad (2011) del historador y novelista británico Simon Scarrow, o El esclavo de la arena (2011), de Gordon Russell.
El cine ha creado y popularizado dos mitos, considerados popularmente muy a menudo como verdad indiscutible, pero que son tergiversaciones que carecen de base y rigor histórico, como el gesto del pulgar hacia abajo (pollice verso) indicando una sentencia de muerte para el gladiador derrotado, que numerosos estudios ponen en duda o directamente contradicen, o el saludo Ave, Caesar, morituri te salutant (Salve, César, los que van a morir te saludan) que supuestamente hacían antes de un combate y que incluso se llegó a citar en estudios académicos, pero que en realidad es una frase extraída de la obra de Suetonio Vidas de los doce césares, relativa a otro contexto histórico sin relación alguna con la gladiatura.